# Мода 1920-х годов

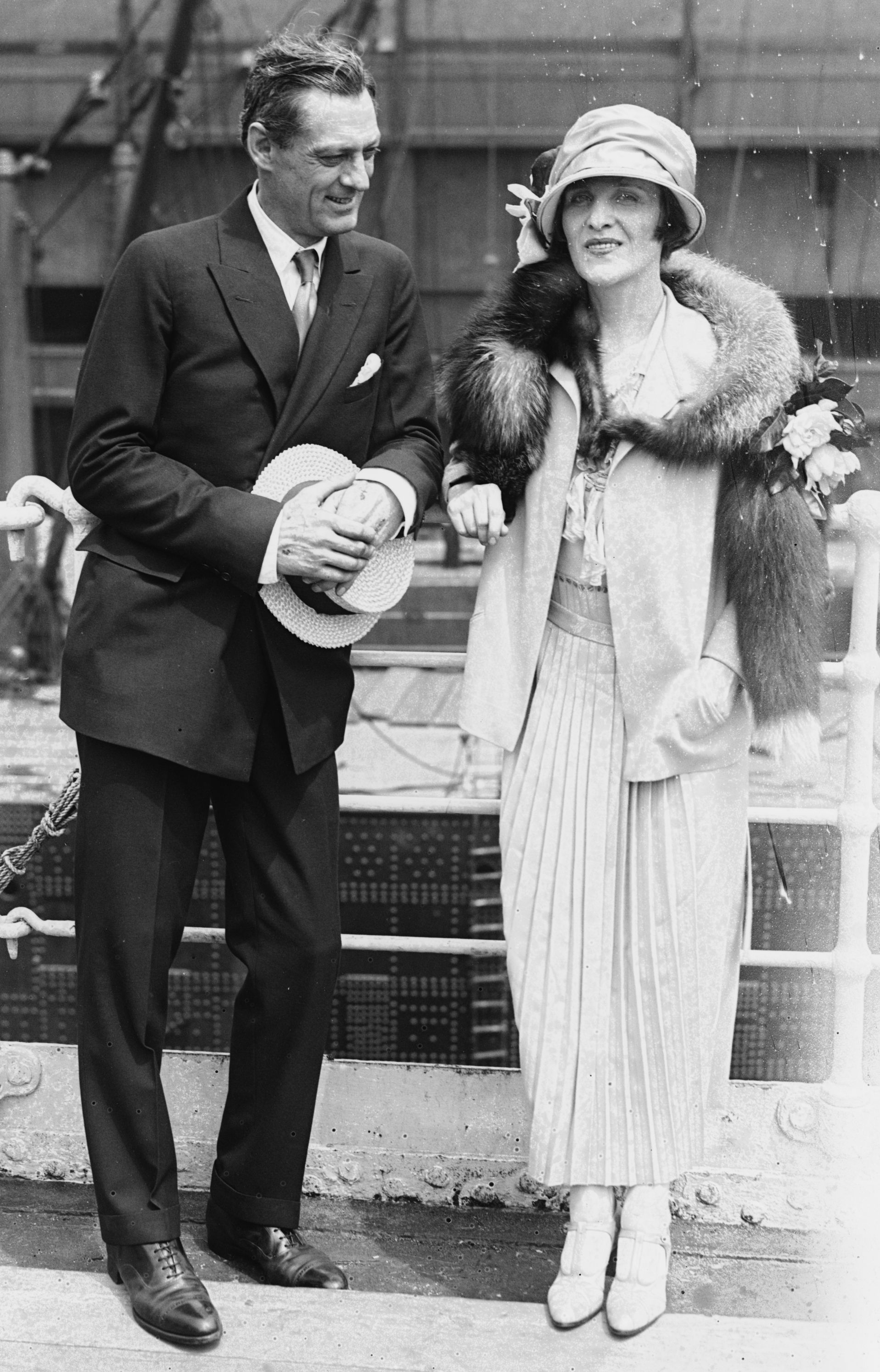
Лайонел Берримор и Ирен Фенвик, 1920-е

Западная мода 1920-х годов как культурно-социальное явление начинается на несколько лет раньше хронологических границ десятилетия — с 1918 года, то есть конца Первой мировой войны. На особенности моды межвоенного периода повлияли социальные, экономические и политические преобразования, произошедшие в мире в конце 1910-х — 1920-х.
Особенно разительные изменения в сравнении с предшествующими эпохами претерпела женская мода вследствие усилившейся эмансипации и интеграции женщин в ранее недоступные для них сферы деятельности.

## Основные тенденции

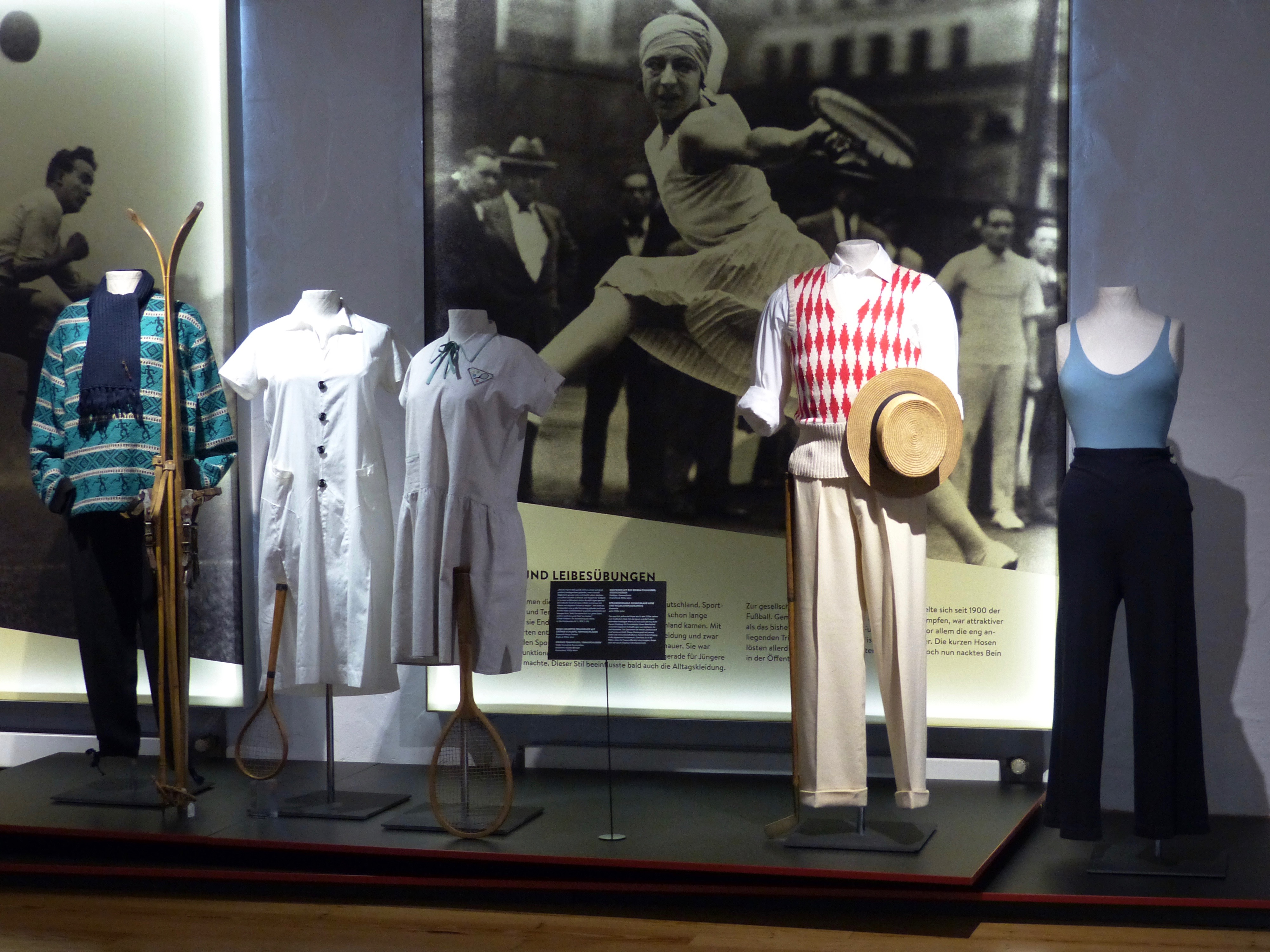
Спортивная мода. Музей текстиля в Кромфорде

После окончания Первой мировой войны и до 1929 года, начала Великой депрессии, страны-союзники, одержавшие победу — США, Великобритания, и Франция — вступили в эру экономического и политического процветания. В обществе преобладали настроения оптимизма и веры в благополучное будущее. Первая мировая война привела к радикальным переменам практически во всех сферах жизни, в том числе и моде.
Важнейшим явлением того периода является эмансипация женщин, ставшая возможной благодаря многолетней борьбе женщин за свои права, а также тяжёлым демографическим последствиям войны и пандемии испанки. Женщины постепенно интегрируются в экономику, получают политические права и возможность обеспечивать себя самостоятельно, вследствие этого женская мода претерпевает радикальные изменения, чтобы соответствовать новому образу жизни. Женская одежда упрощается, становится более удобной, происходит отказ от многослойности нижнего белья и корсетов. В женскую моду проникают элементы, до того считавшиеся традиционно мужскими: брючные костюмы и спортивная одежда.
Также повлияло на моду развитие технологий и средств производства, появились и стали массово доступны новые искусственные ткани, например, вискоза — искусственный шелк. Вискоза, производство которой началось в 1910 году, в последующее десятилетие стала популярным материалом при изготовлении чулок и нижнего белья. Развитие методов производства тканей сделали их более доступными по цене, благодаря чему к моде начал приобщаться рабочий класс.
Одновременно с упрощением и лаконичностью, для высокой моды 1920-х была характерна и роскошь: использовались дорогие ткани, такие как шёлк, бархат и атлас, вышивка металлической нитью, бисером и стеклярусом. Платья для массового потребителя в целом повторяли по крою и фасону образцы нарядов от ведущих дизайнеров, но шились из более дешёвых синтетических тканей. Также синтетика нашла своё отражение и в отдельных частях одежды: с этого десятилетия ювелирные пуговицы стали атрибутом только очень нарядной одежды, в то время как в повседневной стали применяться пластмассовые.
В 1920-е годы в модной индустрии стали широко использоваться манекены, демонстрирующие покупателям предпочтительное сочетание нарядов и аксессуаров.

## Женская мода

### Платья
Доминирующим фасоном в 1920-е становится платье-чехол — прямое, неприталенное с заниженной талией, без акцента на грудь. Длина платьев и юбок варьируется от коротких, доходящих до колен, до длинных в пол, нередко со шлейфом. Длинный подол доминирует в начале десятилетия, но уже к середине 1920-х укорачивается. Нарядные платья изготавливались преимущественно из лёгких и тонких тканей, таких как шёлк, тюль, шифон, и украшались вышивкой, пайетками, бисером, стеклярусом, а также кружевом.
Вторым модным фасоном, помимо платья-чехла, было т. н. Robe de Style также с заниженной талией, но с пышной подсборенной юбкой длиной от середины икры до лодыжек. Большинство платьев модных фасонов не имели рукавов, или имели очень короткие. Вырез, как правило, был небольшой, поскольку отсутствовал акцент на грудь. Встречающиеся низкие V-образные вырезы прикрывались слоем ткани другого цвета.
В 1926 году Коко Шанель создала маленькое чёрное платье в память о погибшем возлюбленном. До того момента чёрный цвет, ассоциировавшийся с трауром, не пользовался успехом, но с приходом маленького чёрного платья стал весьма популярен. Платье, созданное Шанель, прикрывало колени, поскольку она считала колени самой некрасивой частью женского тела. Его также отличали простой полукруглый вырез, длинные узкие рукава и отсутствие излишеств, таких как бахрома, пуговицы, оборки. Позволить себе маленькое чёрное платье могла любая женщина, даже с невысоким доходом, ведь, имея одно такое платье, можно было с помощью аксессуаров создать множество комбинаций и каждый раз выглядеть по-разному.
В 1927 году в моду вошло вязаное чёрное платье от Эльзы Скиапарелли.

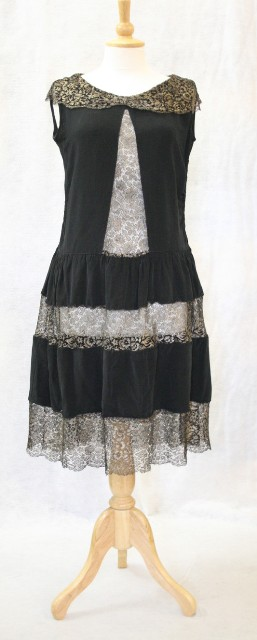
Черно-золотое платье с кружевом
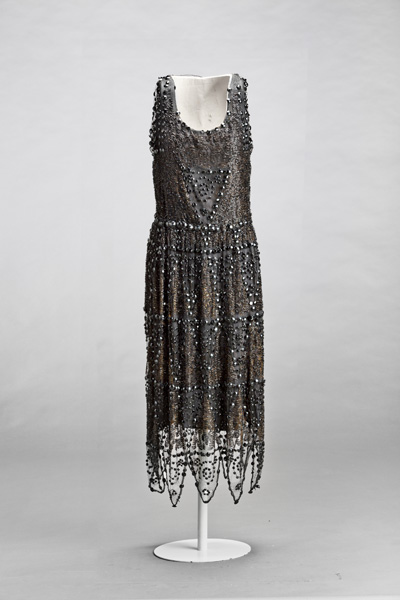
Платье из шёлкового тюля, украшенное стеклярусом
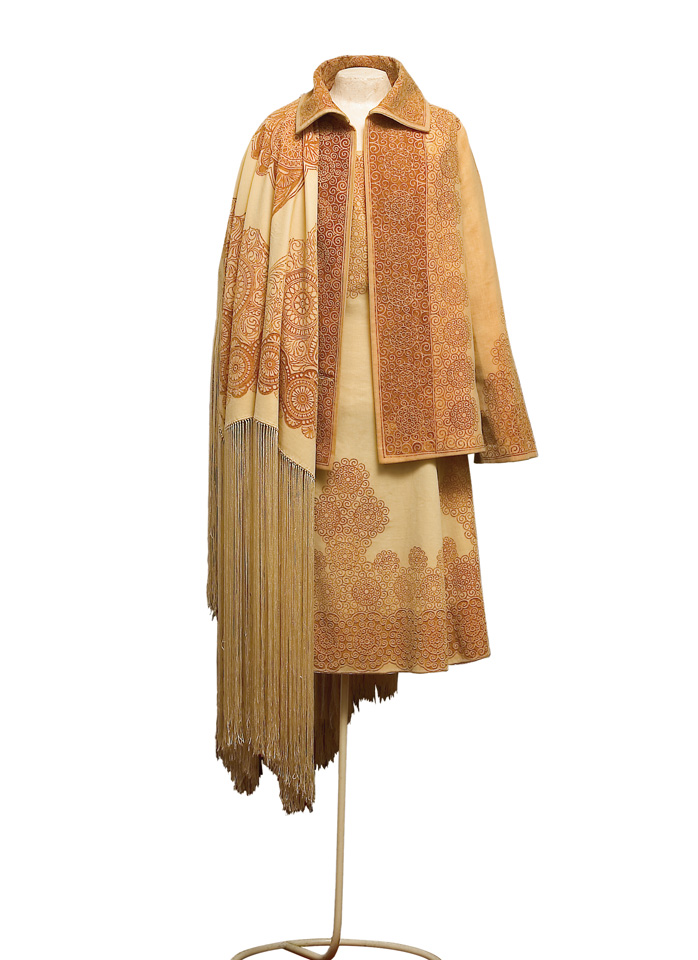
Ансамбль: платье, жакет и шарф, Париж, 1927
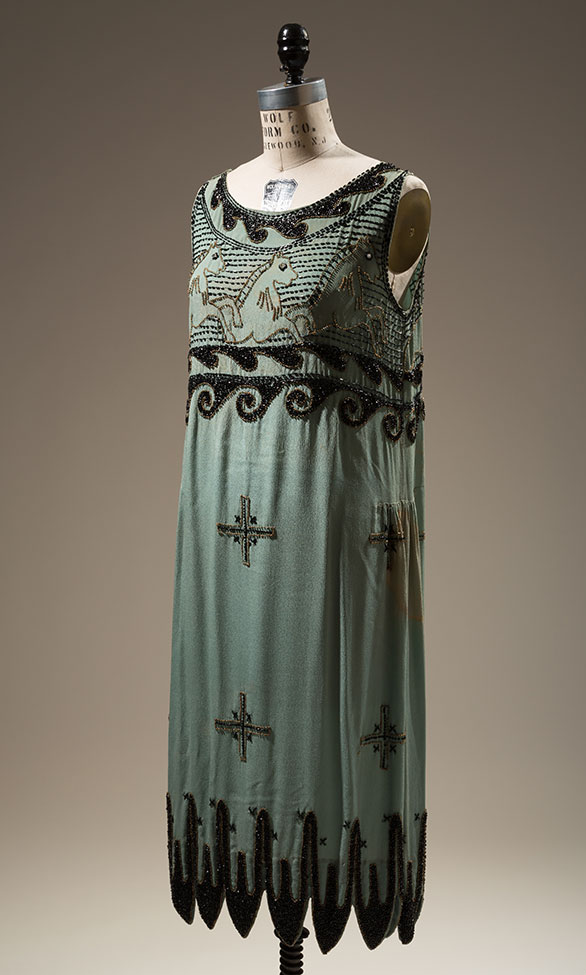
Платье из вискозного крепа, украшенное чёрным и золотым бисером, США, ок. 1925
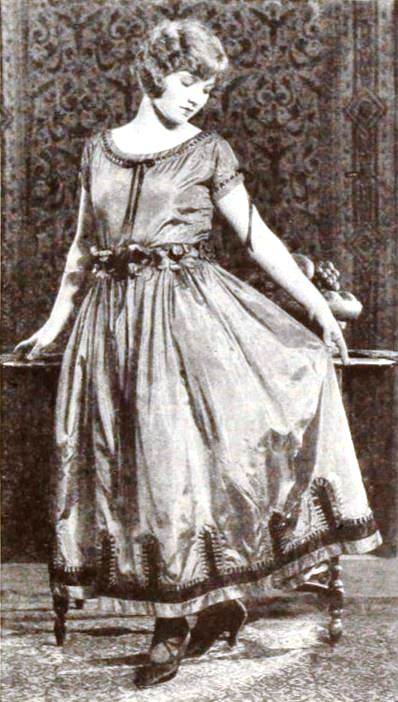
Актриса Мэри Майлз Минтер в платье с пышной юбкой, 1921
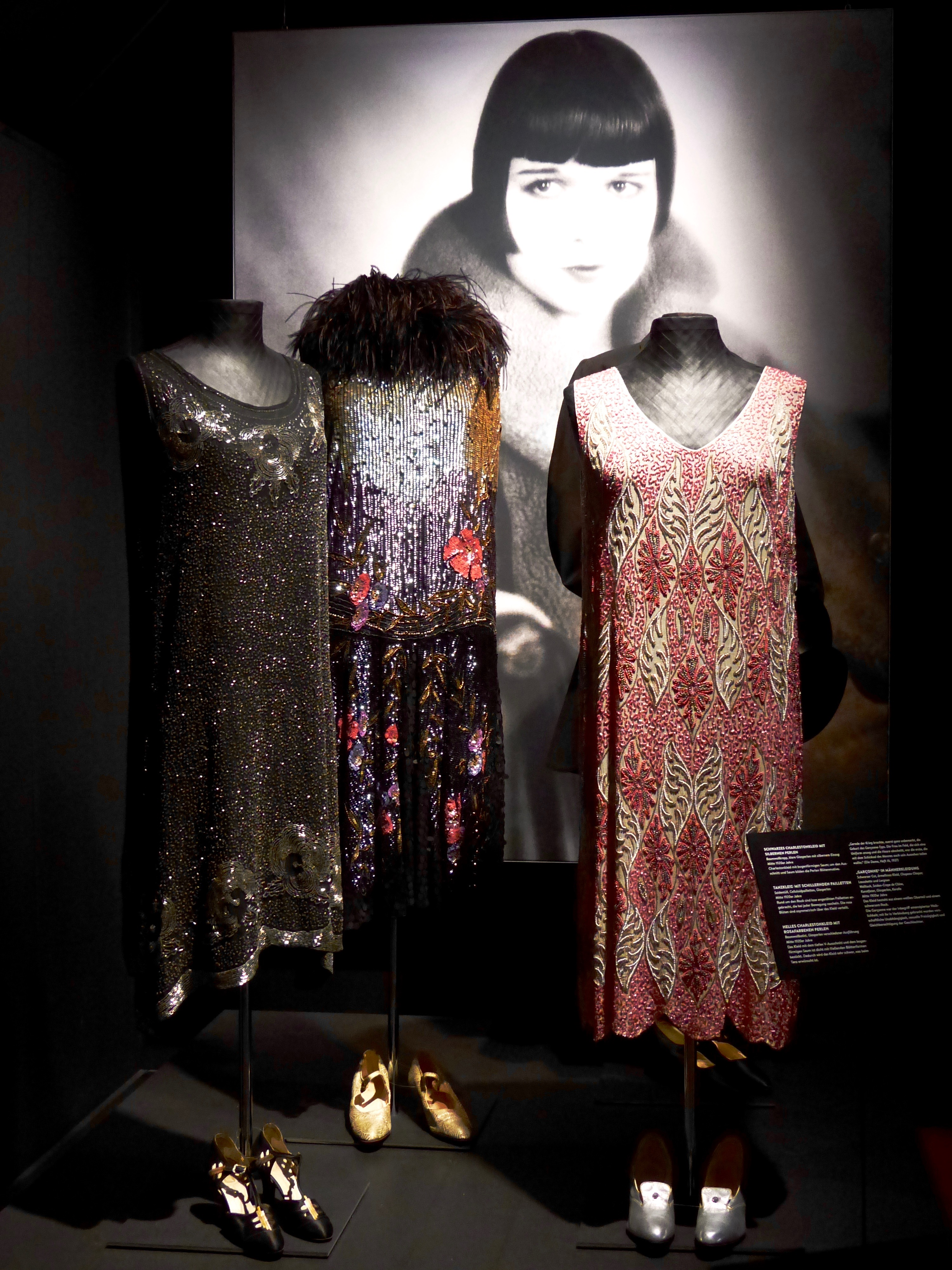
Платья для танцев, чарльстонское платье с яркими бусинами. Музей текстиля в Кромфорде
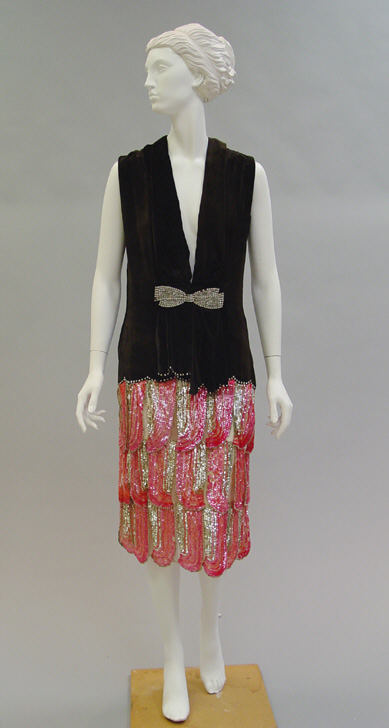
Танцевальное платье Поля Пуаре, 1926 год
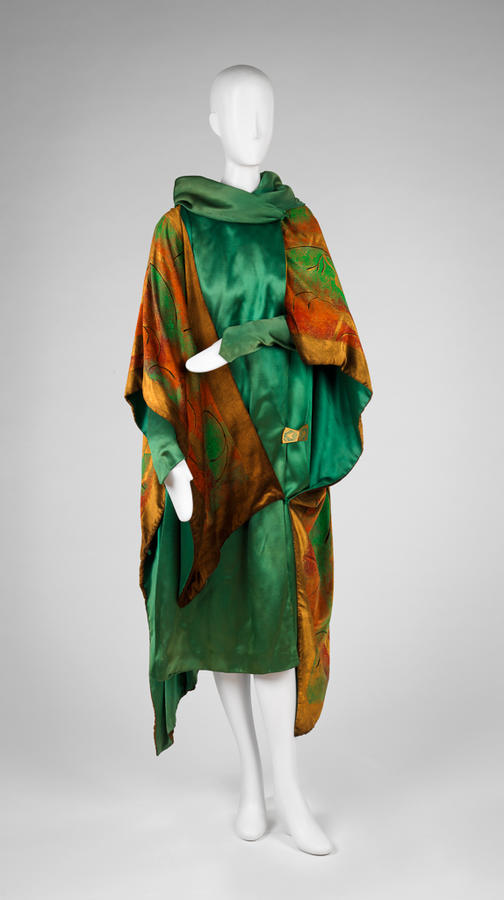
Зелёное сатиновое платье и плащ из расписного бархата Поля Пуаре, ок. 1925 г.

### Нижнее бельё

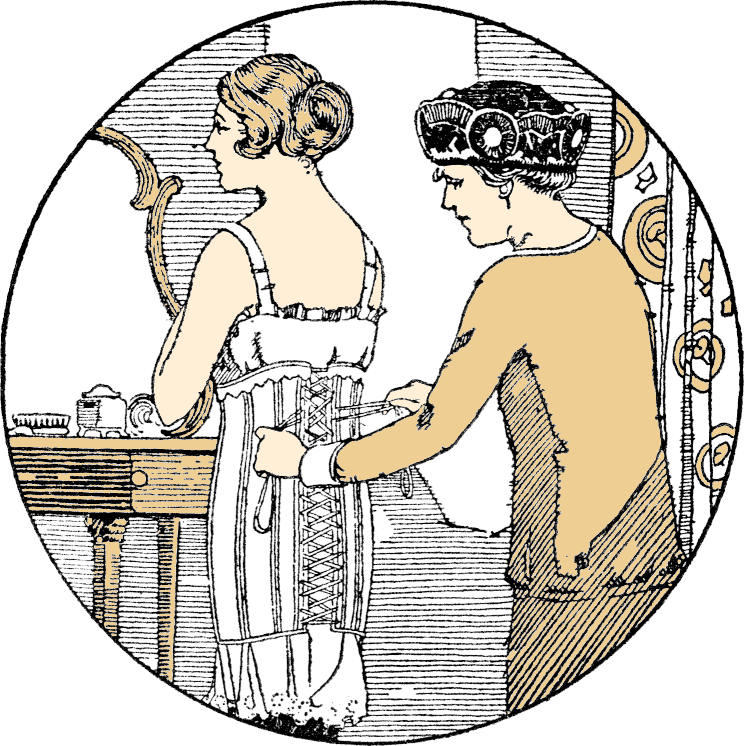
Затягивание корсета, 1924

Важным нововведением моды 1920-х был отказ от корсета как обязательного элемента женского костюма. До этого корсеты были обязательны к ношению на протяжении двух веков, за исключением двух ампирных десятилетий. Продажи классических корсетов сократились в три раза, оставаясь атрибутом немолодых дам, игнорировавших новые веяния в моде. Новая эпоха диктовала и новый предпочтительный силуэт; на смену доминирующему в «прекрасную эпоху» силуэту «песочные часы» приходит мода на андрогинность — худоба, плоская фигура, отсутствие изгибов и выпуклостей. На груди платье-чехол должно было лежать абсолютно прямо, для чего женщины «с формами» были вынуждены перетягивать бюст. На смену корсету приходят специальные пояса, напоминающие корсеты и формирующие новый тип фигуры. Одними из самых известных фирм по производству корсетов были американские компании Spencer и Spirella. В отличие от обычного корсета, корсет-пояс прикрывал и стягивал не грудь (или не только грудь), а бедра женщины.
Чулки, до того являвшиеся элементом нижнего белья и практически не показывающиеся из-под длинных юбок, в 1920-е оказываются на виду благодаря коротким подолам и юбкам. Длинные чулки крепились к специальному поясу или удерживались на ноге при помощи старомодных лент-подвязок. В разные годы в моде были то чёрные, то телесного цвета полупрозрачные чулки. Ходить по улице без чулок считалось недопустимым, причём не только в 1920-е, но и в последующие десятилетия, до 1950-х.
Среди предметов интимного женского гардероба был бюстгальтер, в русском языке данное наименование закрепилось в конце данного десятилетия и начале следующего (в частности, уже в знаменитой комедии Маяковского «Клоп» 1928-1929 гг. эпизодический персонаж, торговка на базаре, продаёт «бюстгальтеры на меху»), до этого, с самого проникновения этого предмета одежды на территорию России в начале 1910-х гг. для него использовалось обозначение «бюстодержатель» (буквальный перевод нем. Büstenhalter).
В 1920-е годы (особенно в конце десятилетия) среди женщин широко распространились пижамы, наряду с ночными рубашками в качестве одежды для сна. Также пижамы использовались и как вечерний наряд (в частности, в Советской России), аналогичное предназначение сохранится и в следующем десятилетии (не исключено, что пижамы у женщин распространились сначала в качестве домашней одежды, и затем — в качестве спальной). Распространению пижам у женщин, помимо модных тенденций, также способствовала и практичность и удобство, в частности, их носили ещё медсёстры во время Первой Мировой войны. Существовали фасоны женских пижам и в виде комбинезона с застёжкой спереди (известные, однако, и ранее). Касаемо ночнушек, в это десятилетие их начинают изготавливать из синтетических тканей, например, вискозы. В этом десятилетии ночные рубашки становятся более декорированными и в то же время более открытыми.

### Обувь

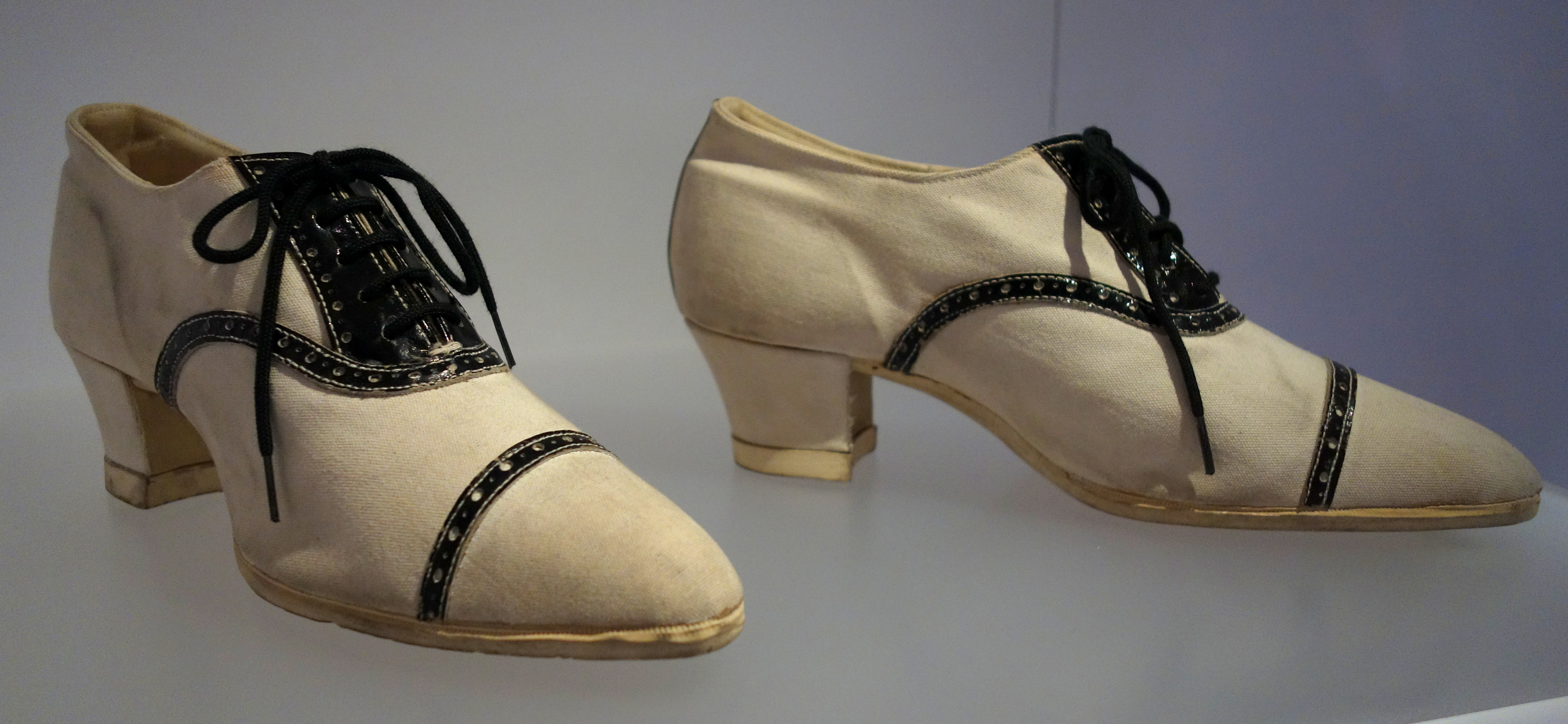
Женские спортивные сникерсы на каблуке, ок. 1925, Музей обуви Бати в Торонто

В 1920-е популярностью пользовались несколько видов женской обуви: открытые туфли на ремешках, чаще всего буквой «Т», туфли на завязках и туфли-лодочки.
Различались повседневные и вечерние, нарядные туфли — последние были более обильно декорированы, зачастую с использованием ярких страз и аппликаций.
Самыми модными дизайнерами женской обуви той эпохи были Андре Перуджа и Сальваторе Феррагамо, Шарль Журдан и Израэль Миллер.
Хотя форма туфель 1920-х в целом соответствовала моде предшествующей, эдвардианской эпохи и ранних постэдвардианских лет (Прекрасная эпоха), новаторский дух выражался в выборе цветов и отделки: преобладали яркие, контрастные цвета и геометрический дизайн в стиле ар-деко. Каблуки вечерних туфель украшались стразами, нередко таким образом, чтобы образовывать сложный рисунок или геометрический узор.
В 1920-е женщины продолжают носить оксфорды — туфли с закрытой шнуровкой, появившиеся в конце XIX век. Кроме того, в моду возвращаются сандалии, последний всплеск популярности которых приходился на эпоху ампирных мод начала XIX века. Отдельную категорию составляет функциональная женская обувь — спортивная, для езды на машине и т. д.

### Головные уборы

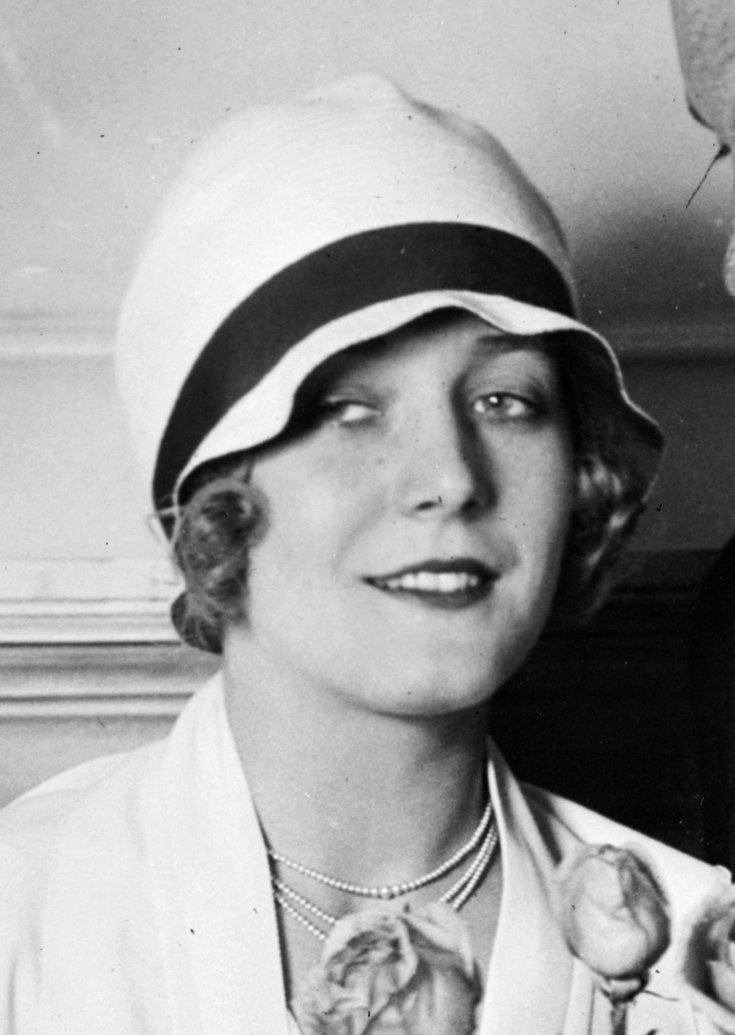
Актриса Вильма Банки, 1927

Шляпки 1920-х были преимущественно небольшими, с маленькими полями или вовсе без них. Самым популярным женским головным убором была шляпка-клош («колокол»). Эту модель изобрела французская шляпница Каролина Ребу (фр. Karoline Reboux) в 1919 году. Шляпка-клош плотно облегала голову женщины и удачно сочеталась с короткой стрижкой. Шляпки изготавливались чаще всего из фетра или соломки и украшались лентами, перьями, помпонами или искусственными цветами; встречались также вышивка и блестящие стразы. Популярностью пользовались и однотонные, чёрные или белые, шляпки-клош без обильных украшений.
В 1920-е годы модницами был разработан особый «язык»: с помощью лент на шляпке женщины доводили до всеобщего сведения некое послание. Например, лента в форме стрелы означала, что девушка не замужем, но её сердце занято; плотный узел — что дама замужем; а яркий бант — что незамужняя девица весьма заинтересована в общении с противоположным полом.
В особо торжественных случаях модницы из высших слоёв общества или богемы носили различные головные украшения из жемчуга или бисера, в том числе жемчужную сетку, закрывающую лоб и напоминающую понизь кокошника.
На это десятилетие пришёлся небольшой ренессанс ночных чепцов, одевавшихся в постель, а порой и днём. Этот головной убор, распространённый в XIX веке, к началу XX века носился преимущественно пожилыми женщинами. Однако уже с предыдущего десятилетия, когда в моду вошли кудрявые и волнистые волосы, девушки и более молодые женщины также стали надевать их, чтобы сохранить причёску или спрятать бигуди (до этого основная функция ночного чепца, как и мужского ночного колпака, была прежде всего гигиенической — для сохранения тепла и предотвращения паразитов). Чепчики изготовлялись из кружевных тканей и цветного шёлка, закреплялись на голове, завязываясь под подбородком или на резинке. В некоторых моделях были отделения для пакетиков с засыпавшимися туда порошком-парфюмом, придававшего волосам приятный запах.

### Аксессуары

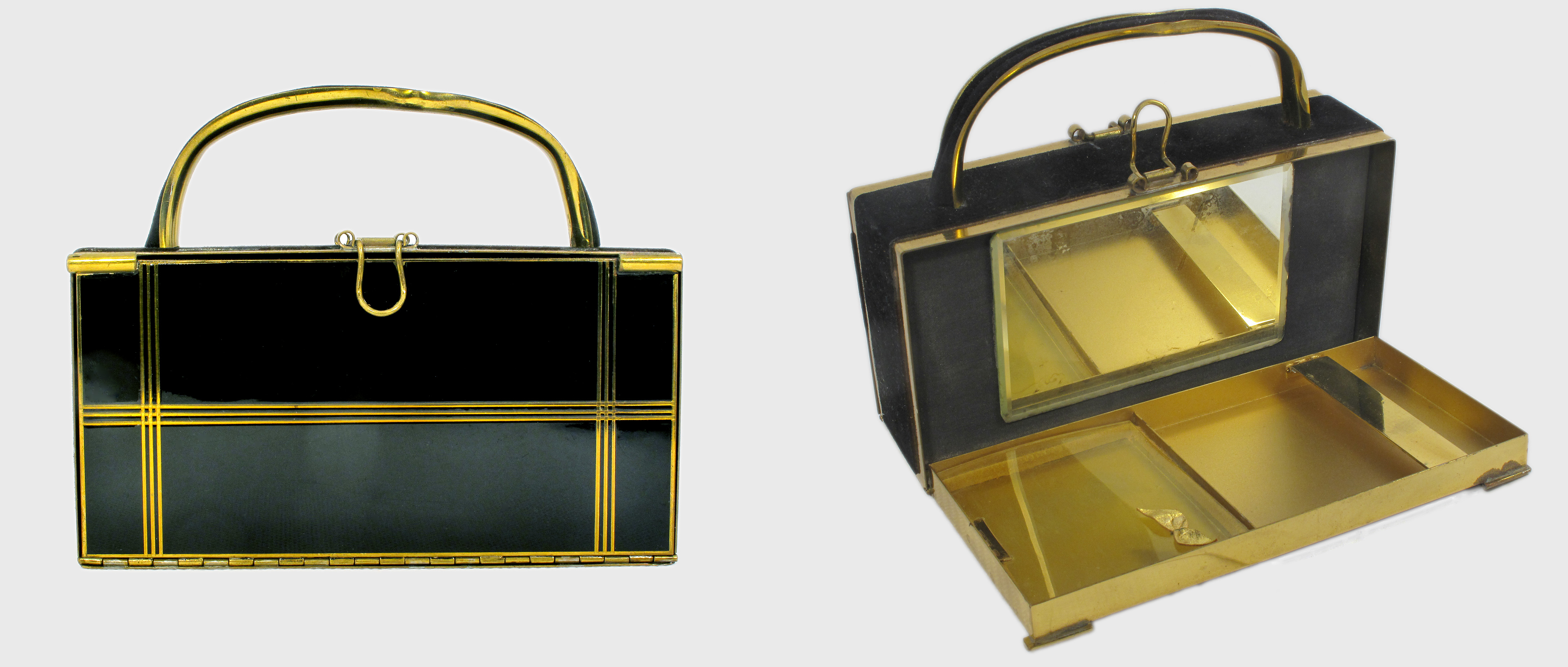
Вечерняя сумочка с зеркалом и отделом для косметики, США

Платья с открытыми руками дополнялись всевозможными накидками, боа или пальто; в отделке особенно часто использовались перья и мех. Как и вся остальная одежда, накидки и пальто должны были подчёркивать стройную фигуру и предпочтительно угловатые формы женщины. Широкие и пышные меховые воротники и рукава создавались таким образом, чтобы визуально казаться слишком большими для миниатюрной девушки, чем также подчёркивали её изящество и хрупкость.
Перчатки оставались обязательным аксессуаром для выхода в город и на светские мероприятия, в зависимости от ситуации носили длинные перчатки выше локтей или короткие, до запястья.
В 1920-е ещё продолжают носить веера, однако их форма и расцветки меняются; веера становятся более яркими и изготавливаются в основном из перьев (красные, зелёные, жёлтые, оранжевые и т. д.), либо из бумаги с яркими принтами и рисунками.
Сумочки продолжают носить маленькие, в виде ридикюлей или кошельков на цепочках, но теперь они, как и все остальные аксессуары, подчиняются стилю ар-деко: обильно используются блестящие металлы и стразы; вышивка или аппликации изображают геометрические орнаменты или этнические мотивы.
Курящие женщины (курение также было модным трендом той эпохи) начинают, как и мужчины, носить портсигары, зачастую украшенные золотом и драгоценными камнями, но чаще стразами и эмалью.
В связи с модой на макияж женщины стали носить с собой т. н. dance purse — сумочки-косметички на цепочке. Такая косметичка была плоской, формой и размером напоминала портсигар и носилась на запястье.
В данное десятилетие в женской одежде (не только на пальто и костюмах, но и на собственно, платье) начали присутствовать накладные карманы как элемент декоративного решения.

### Украшения
Ювелирные украшения 1920—30-х годов в основном следуют стилю ар-деко, пришедшему на смену ар-нуво после Первой мировой войны. Для украшений в стиле ар-деко характерны лаконичные, геометрические формы, яркие цвета (рубины, сапфиры, изумруды, коралл, цветная эмаль, бирюза и др.), чёрный оникс и обилие бриллиантов. Для ар-деко, в отличие от ар-нуво, не характерно использование растительных мотивов; доминируют чёткие геометрические орнаменты и прямые линии.
Этнические мотивы и египтомания, свойственные моде 1920-х, нашли отражение и в ювелирном искусстве: известно несколько композитных украшений, в которых древнеегипетские артефакты дополняются современной оправой в стиле ар-деко.

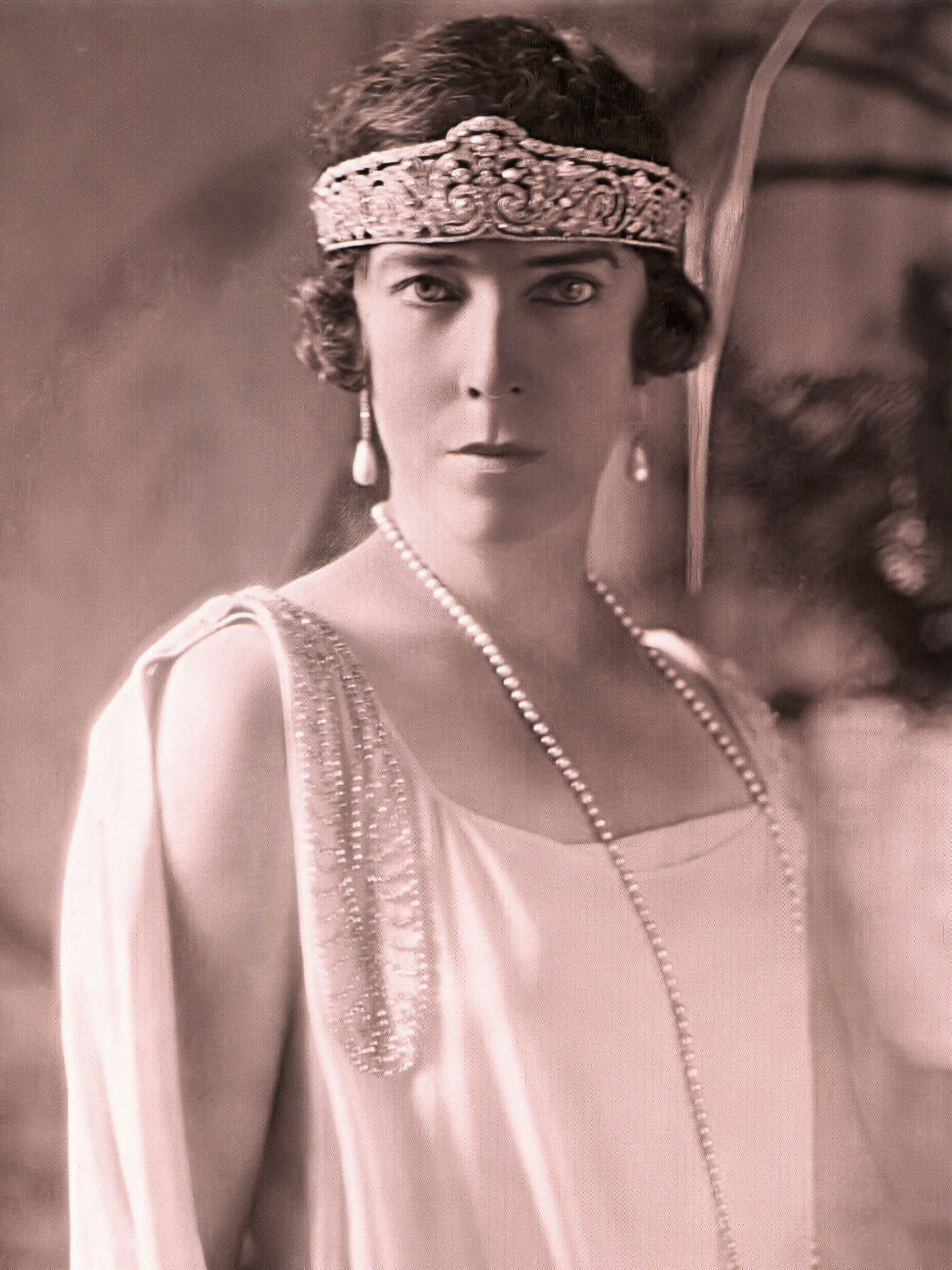
На королеве Бельгии Елизавете Баварской бриллиантовая тиара от Картье, носимая как бандо, жемчужные серьги и нитка жемчужных бус, 1920 г.

Наиболее популярное украшение 1920-х — длинная жемчужная нить, один или несколько раз оборачивающаяся вокруг шеи и свободно спускающаяся на грудь; длина жемчужных бус могла достигать двух метров. Тонкая жемчужная нить подчёркивала утончённый, изысканный образ модницы, придавала фигуре некую миниатюрность. Кроме того, нить белого жемчуга на чёрном платье эффектно смотрелась на чёрно-белых фотографиях и в кино, благодаря чему аксессуар был популярен у актрис и моделей и активно популяризировался. Женщины, которые не могли себе позволить украшения из натурального жемчуга, носили искусственный или имитации.
Своеобразным украшением, вошедшим в моду в 1920-е, выступает бандо — украшение в виде повязки (но не обязательно из ткани), которое носили непосредственно надо лбом. Поль Пуаре предлагал модницам носить бандо с отстёгивающимся вертикальным элементом по центру, обычно это была крупная каплевидная жемчужина или драгоценный камень грушевидной огранки. Съёмный элемент бандо мог выступать самостоятельным украшением, например, в качестве броши. Бандо, как правило, изготавливались из тонкой ткани, такой как тюль, или кружева и дополнялись ювелирной застёжкой. Аристократки начинают носить как бандо тиары и диадемы, изготовленные несколькими десятилетиями раньше, тем самым приспосабливая их к модным тенденциям.
Помимо прочего, женщины носили серьги (как правило вытянутые, в виде гирлянды), броши, кольца, браслеты и прочие традиционные украшения. В начале десятилетия на волне захлынувшей египтомании и ажиотажа после находок британских археологов в Египте (в частности, открытия гробницы Тутанхамона в 1922-1923 гг.) распространились ножные браслеты.

### Причёски

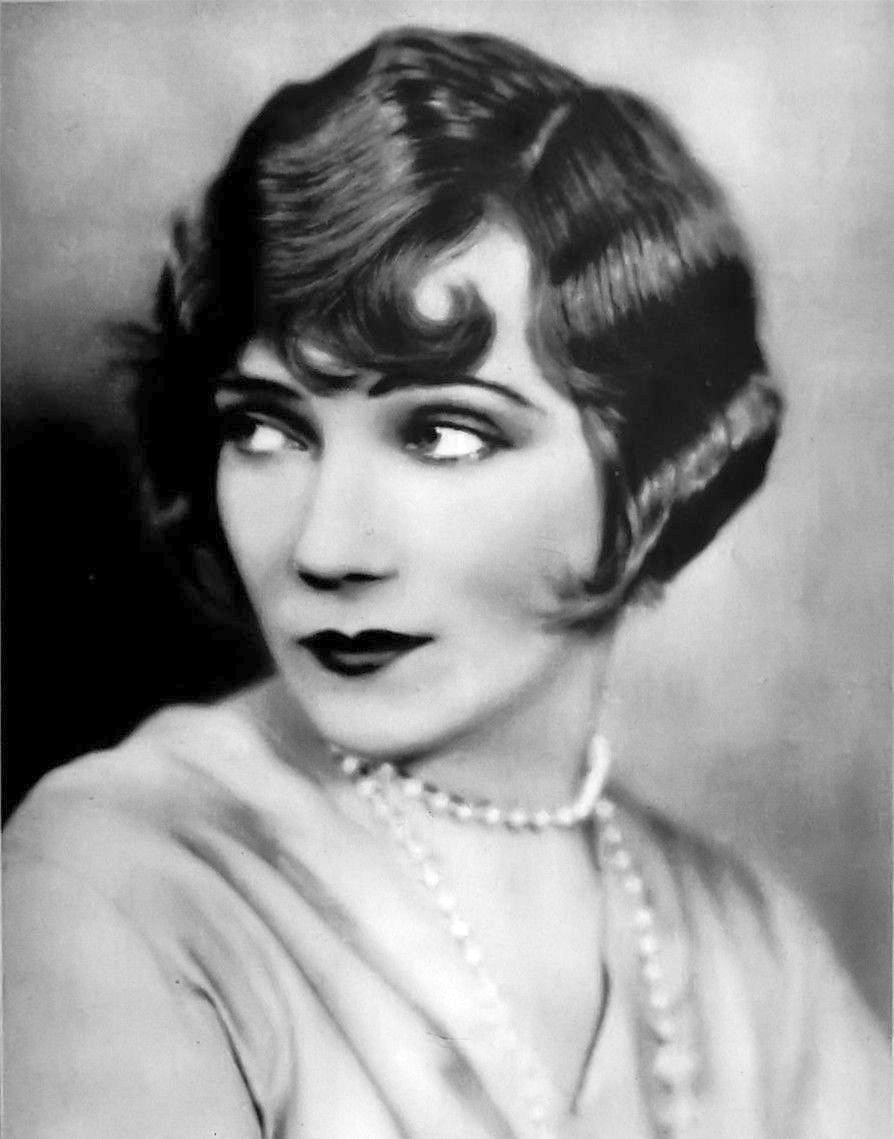
Актриса Гилда Грей, ок. 1920

Короткие женские стрижки появились в годы Первой мировой войны, когда многие женщины отправлялись на фронт в качестве сестёр милосердия и были вынуждены коротко остригать волосы (хотя этого и не было видно под головными уборами-платками, полностью закрывающими голову, кроме лица). В 1915—1916 годах мода на короткие стрижки распространилась в тылу среди горожанок.
В начале 1920-х появляется стрижка, вскоре ставшая очень популярной — а-ля гарсон (с фр. — «под мальчика») или «бубикопф» (нем. bubikopf — маленькая или детская голова): волосы коротко остригались и завивались особым образом, слегка приподнимаясь на затылке. Также в 1920-е появилась стрижка каре, не требовавшая завивки.

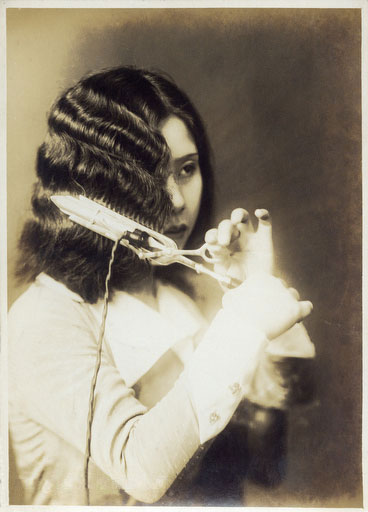
Японка, делающая завивку, 1920-е гг.

Несмотря на неодобрение консервативных слоёв общества, короткие женские стрижки стали атрибутом модной, эмансипированной и независимой молодой женщины. Стиль «гарсон» сочетался с обилием косметики (также недопустимая черта для 1900-х годов) и модой на курение. Стриженные волосы служили основой для причёсок «фокстрот», «полька», «танго», получивших названия от популярных тогда танцев. В первой половине 1920-х очень популярными были причёски вида «долли-систер» — короткие, с чёлкой до бровей и с косым пробором.
Многие женщины продолжали носить длинные волосы, которые также пользовались популярностью, например, длинные косы укладывались «корзинкой» вокруг головы или укладывались кольцами по бокам.
Чрезвычайно модной становится завивка, без которой не обходилось большинство модных причёсок. Волосы завивались и укладывались при помощи различных технических средств — горячих щипцов или специальных приборов, которыми в парикмахерских делали «перманентную» (долгосрочную) завивку.

## Мужская мода

### Костюм

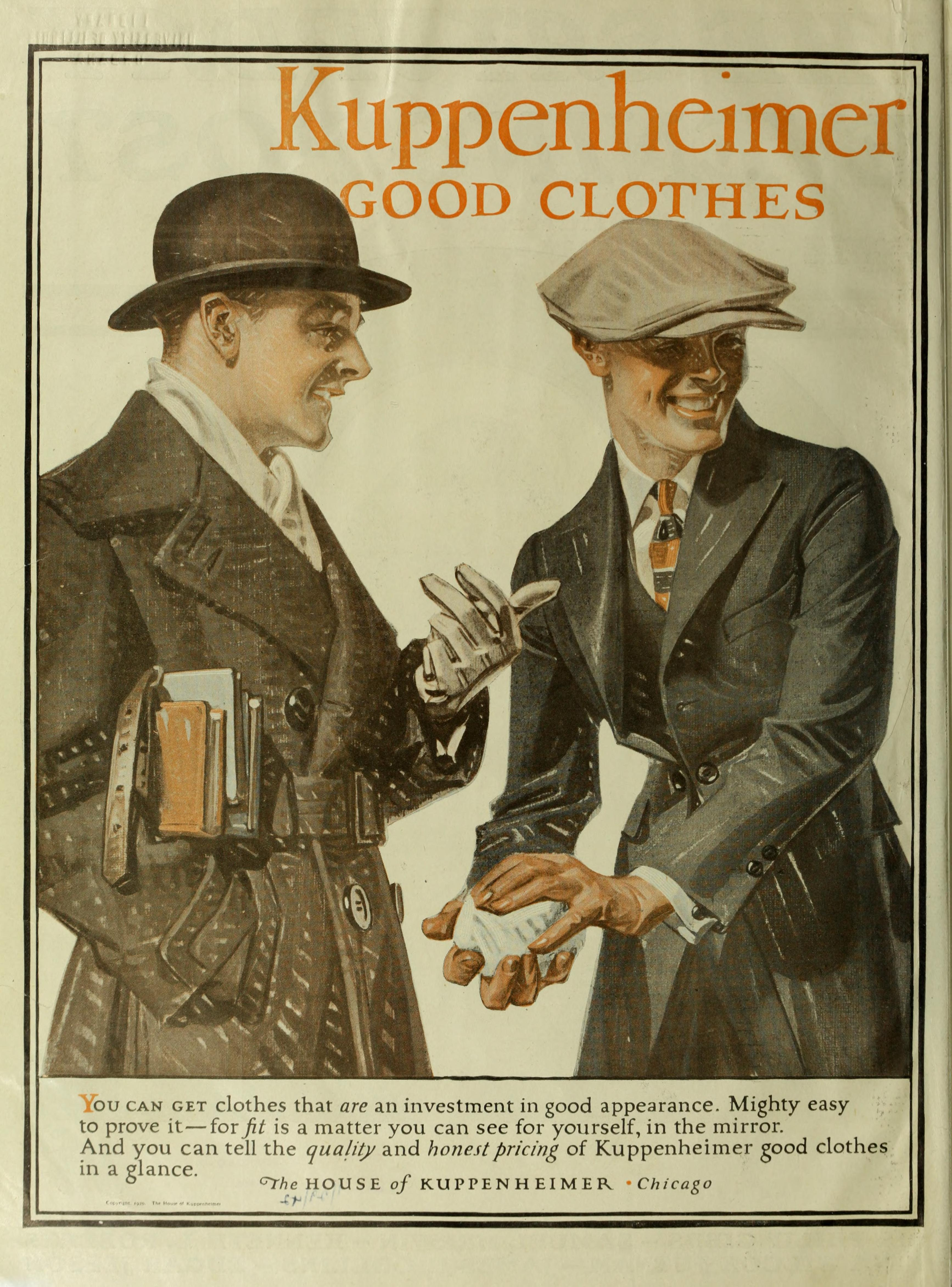
Иллюстрация из журнала The Saturday Evening Post, 1920

Период активного развития мужской моды продолжался с 1925 по 1932 год. На протяжении 1920-х годов мужчины носили преимущественно короткие пиджаки; для формальных мероприятий надевали консервативные визитку (которую также носили люди, сохранявшие свой социальный статус, в основном врачи) или фрак. В начале 1920-х фасон мужского пиджака был подвержен сильному влиянию униформы: высокая талия, узкие отвороты на пуговицах. Тогда же в Москве актёр Александр Сумбатов-Южин ввёл моду на пиджак с накладными плечиками, хотя сам он был лишь популяризатором данного фасона, а не его автором. В РСФСР и СССР пиджаки из люстрина — жестковатой блестящей шерстяной ткани были своего рода атрибутом мелких служащих с «мещанскими требованиями на светскость», характеризовали своеобразный социальный маркер и атрибут обывательского гардероба.
В это десятилетия распространяются распашные рубашки с пуговичной застёжкой до подола, постепенно заменяя бытовавшие в предыдущие два десятилетия XX века и в XIX веке рубашки с застёжкой до середины груди. Также выходят из употребления съёмные воротники, модные в конце XIX-го века и в предыдущие два десятилетия XX века; отныне воротники изначально пришиваются к рубашкам (хотя в советских стандартах по пошиву одежды рубашки со съёмными воротниками встречались ещё лет десять, также они были и в западных каталогах и прейскурантах того же времени). Самым распространённым фасоном воротника является отложной. Помимо белых рубашек, были распространены и цветные и узорчатые — главным образом в полоску. С такими рубашками могли носиться съёмные воротники и манжеты белого цвета. С конца 1920-х годов в моду входит рубашки из орнаментированной ткани и мягким воротником, в СССР получившие название «ковбойка» (позже это наименование стали применять к любой клетчатой рубашке). Появление такого фасона породило моду на рубашки самых неожиданных расцветок (возможно, так могла выглядеть рубашка «Парагвай», носившаяся Шурой Балагановым из «Золотого телёнка»).
Под рубашку надевали нижнюю сорочку — фуфайку, как и с короткими рукавами, так и длинными, а также всё больше распространявшуюся майку (в СССР её также носили и девушки). Частым решением нижней сорочки (в частности, в СССР) был открытый ворот, носивший в Союзе название «гейша» V-образной или закруглённой снизу формы и с более глубоким выемом горловины (он также применялся и в мужских ночных рубашках)

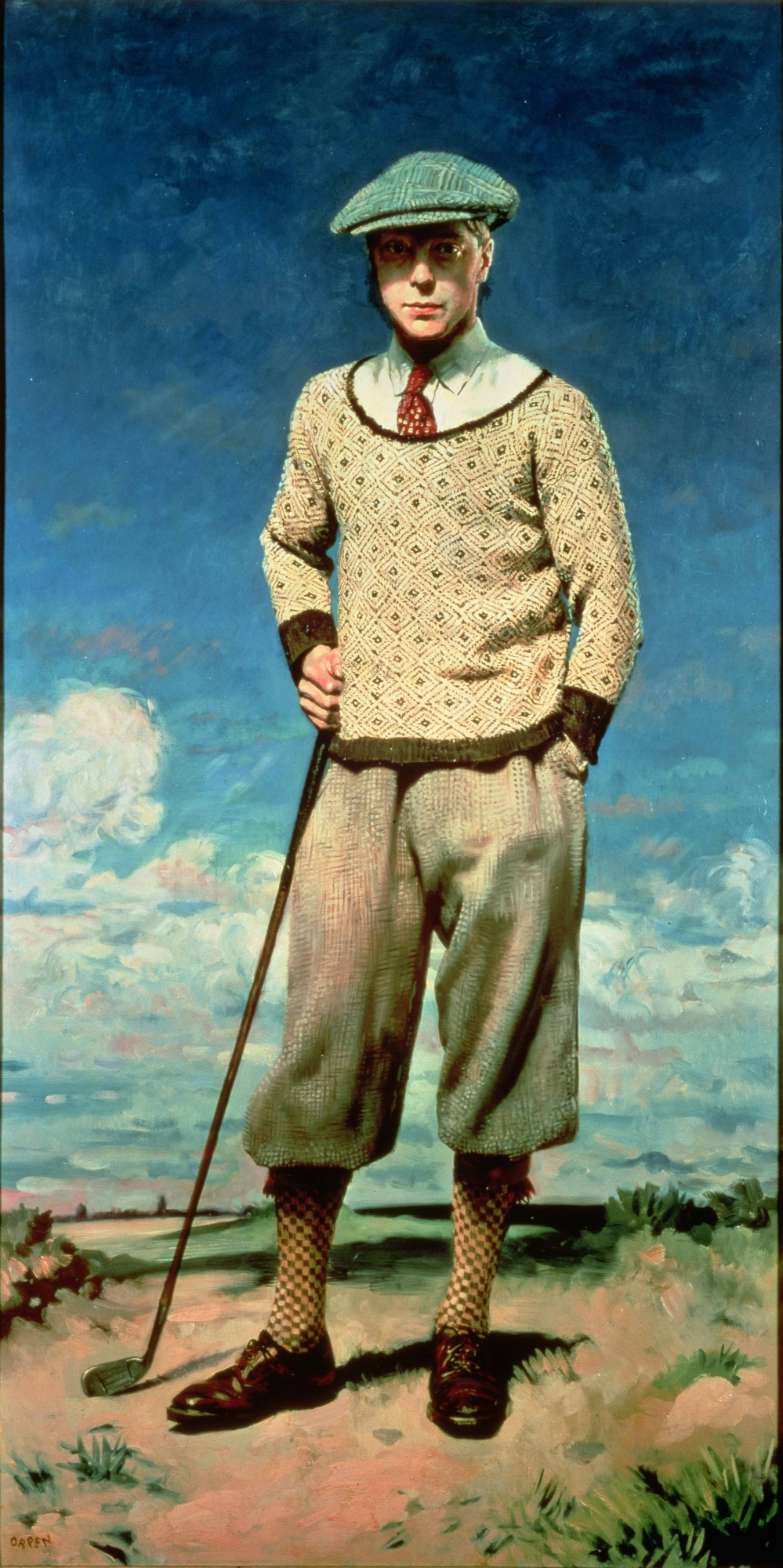
Эдвард, принц Уэльский (будущий английский король Эдуард VIII) в одежде для гольфа, портрет кисти Уильяма Орпена, 1927 г. Из собрания гольф-клуба Сент-Эндрюса (Шотландия)

Брюки были узкого и прямого покроя, относительно короткие, иногда длиной до щиколотки — таким образом, из-под штанин были видны носки. Некоторые брюки снабжались манжетами. Они как и опоясывались ремнём, так и держались на подтяжках. В это время широко распространились брюки современного покроя, в частности, обладавшие шлёвками под ремень. В конце десятилетия брюки суживались, разница ширины у колена и у низа ног составляла около 5 см. Также с конца данного десятилетия в СССР популярностью стали пользоваться брюки из шерстяной ткани (зачастую буклированной), и обладавшие подворотами, в народе они получили название «полпред». Под штаны надевали кальсоны (как и длинные, так и короткие полукальсоны, предки современных трусов, по иронии судьбы, в СССР тех лет трусами назывались как раз шорты, также получившие распространение в данное десятилетие). Также среди предметов мужского белья существовали комбинезоны, совмещавшие в себе и фуфайку, и (полу)кальсоны. В частности, в США носили комбинезон «union suit», изобретённый в конце XIX века, и отображённый, в том числе, в каталогах и прейскурантах.
Во второй половине 20-х вновь начинает доминировать костюм-тройка, состоящий из брюк, жилета и пиджака. Пиджак второй половины 20-х становится более свободным и несколько более суженным в талии, а лацканы удлиняются, уголки отворотов приподнимаются к плечам. В моду с 1929 года входят жилеты с шалевыми отворотами. Визитка к концу десятилетия несколько утрачивает свой парадный статус. Как правило, пиджак, брюки и жилет шились из одной и той же ткани с одинаковым рисунком. Костюм-тройка становится универсальным формальным деловым костюмом. Для особых торжественных случаев надевали смокинг; некоторые мужчины продолжали носить фрак, однако эта одежда начинает восприниматься как признак снобизма и высокомерия.
Во второй половине десятилетия модными были двубортные пальто с четырьмя или шестью пуговицами.
Под влиянием нарастающей популярности спорта изначально спортивная одежда проникает в повседневную жизнь: это укороченные «брюки-гольф» (изначально для игры в гольф), как правило из клетчатой ткани (также на западе они были известны под названием «никербокеры» (англ. knickerbockers), а в 11 номере советского журнала «Моды сезона» (1929 г.) упоминается такое их название, как «кникерсы»); вязаные свитера и джемпера, укороченные брюки — бриджи. Впрочем, в 1920-е годы свитера, носившиеся в разные ситуации, проникли и в женский гардероб. В 1929 г. в Париже молодые мужчины стали носить свитер из тонкой белой шерсти вместо жилета.
Другой спортивной одеждой был тогдашний костюм для тенниса, выполненный в белой гамме и сохранивший свои атрибуты с предыдущих лет: фланелевые или суконные брюки, опоясанные ремнём, полотняная, фланелевая или пикейная рубашка с короткими рукавами (либо же длинными, закатанными по локоть) и мягкие туфли на кожаной или каучуковой подошве без каблука. Вышеупомянутые ткани, использовавшиеся в теннисном костюме, были жёсткими, придавали громоздкость и неудобство ношения подобной одежды. Революцию в фасоне теннисных рубашек (позднее получивших название «поло») в середине данного десятилетия произвёл великий французский теннисист Рене Лакост, самостоятельно разработавший эскиз наиболее удобного для игры фасона рубашки: с короткими рукавами, отложным воротником и застёжкой на ряд пуговиц. Изготовлена такая рубашка была из лёгкого хлопкового пике. Впервые в такой рубашке Лакост выступил на открытом чемпионате США по теннису в 1926 году, произведя таким образом фурор, и в итоге несколько лет спустя Лакост создаст одноимённый бренд одежды, а крокодил, послуживший прозвищем теннисиста и присутствовавший на рубашке в виде нашивки, станет логотипом бренда. В СССР в те годы теннис считался «буржуазным» видом спорта (что имело под собой основания, так как до революции теннис был уделом аристократии и upper-middle class, в отличие от футбола, полюбившегося пролетариату и среднему классу в целом и потому в советские годы считавшемуся демократическим видом спорта), и, соответственно, такой костюм широкого распространения не получил (а Е. Ф. Корш[кто?] и вовсе вспоминал, что однажды, будучи в те годы на параде физкультурников в составе команды теннисистов, её, посчитав за «буржуев», закидали гнилыми картофелинами). Хотя в то же десятилетие в СССР появляется трикотажная спортивная рубашка с короткими рукавами, в широкую полоску и застёжкой на шнурках. Данный фасон стал первой своего рода собственно отечественной спортивной рубашкой, и получит широкое распространение уже к началу следующего десятилетия. Такие рубашки, хорошо известные по кинофильмам и картинам, впоследствии стали называть теннисками, хотя в данное десятилетие из-за вышеупомянутой «буржуазной» ассоциации с теннисом её официально называли футболкой (хотя настоящие футболисты того времени больше носили рубашки с длинными рукавами).
На ночь мужчины носили пижамы, а также спали в нижнем белье, некоторые, а особенно представители старшего поколения, всё ещё продолжали использовать ночные рубашки с застёжкой на несколько пуговиц и длиной подола до колен или лодыжек. Некоторые мужчины в постель носили ночные рубашки, а пижаму носили утром. Судя по объявлениям в западных модных каталогах и прейскурантах, и пижамы, и мужские ночные рубашки, могли изготавливаться из байки. Последние могли быть как и белыми, так и полосатыми, также могли изготавливаться на флисовой подкладке. Также они могли изготавливаться из батиста, муслина, фланели, льна, и хлопка, а по цвету — как и белыми, так и в вертикальную полоску пастельных цветов. Были известны мужские ночные рубашки и в Советской России, а затем СССР, хотя они считались буржуазным и непролетарским предметом одежды. В советской литературе того времени порой присутствуют упоминания о ношении мужских ночных рубашек: например, в рассказе Михаила Зощенко «Весёлое приключение» 1927 г. ночную рубашку «из тонкого мадаполама» носит главный герой, 25-летний служащий Сергей Петухов. По воспоминаниям Ильи Эренбурга, когда писатель Викентий Вересаев служил на рубеже 1910-1920-х годов в Крыму врачом, его одежда сильно износилась, в свою очередь, у Эренбурга «оказался странный предмет — ночная рубашка доктора Козинцева, подаренная мне еще в Киеве. Мы ее поднесли Викентию Викентьевичу, в ней на велосипеде он объезжал больных» (не исключено, что Вересаев мог одевать ночнушку и в качестве врачебного халата). Кроме того, они присутствуют в советских рекомендациях для детей и молодёжи того времени, в пособиях по кройке и шитью, а также в выкройках-приложениях к прессе того времени (например, в приложению одного из номеров журнала «Беларуская работніца і сялянка» за 1928 год (хотя в том же выпуске рубашка называется «мужской нижней»)). Пижамы же, опять же, судя по частоте упоминании в советской литературе того времени, окончательно устоялись в СССР к середине-концу десятилетия. Их распространению способствовало, помимо простоты покроя, и возможность «подражать» западной моде, приспосабливая одежду, оставшуюся с предыдущих лет.
Рассматриваемое десятилетие стало триумфом пижамы, в это время они становятся модным предметом одежды практически по всему миру. Пижамы 1920-х годов зачастую могли обладать разрезом сбоку, а не посередине. Существовало большое множество фасонов пижам: пижамная рубашка могла обладать стоячим воротником на китайский манер или вовсе вместо застёжки до подола могла обладать воротником гейшей; также, помимо застёжек на пуговицы, пижамная рубашка застёгивалась на петельки-разговоры; а пижамные брюки могли быть как на шнуре-очкуре, так и на пуговице, так и на появившейся тогда резинке. Помимо полосатых, в вертикальную полоску, пижам, бывших самыми распространёнными, были и однотонные. Изготовлялись пижамы из муслина, перкаля, крепа, эпонжа, крепдешина, мадраса, хлопчатобумажного и шёлкового сукна, фланели, шёлка и вискозы. На пижамы повлияло в том числе и ар-деко: многие обладали характерными для ар-деко узорами или же жаккардовыми узорами, украшались кантами и отделывались тесьмой; как уже было написано выше, были они подвержены и ориенталистикому влиянию.
Домашней мужской одеждой служил халат или короткая шёлковая стёганая ватная куртка с шалевыми отворотами и застёжкой на разговоры; известная с XIX-го века под названием «куртка для курения» (англ. smoking jacket, не путать с пиджаком-смокингом), но уже выходившая из употребления.

### Обувь

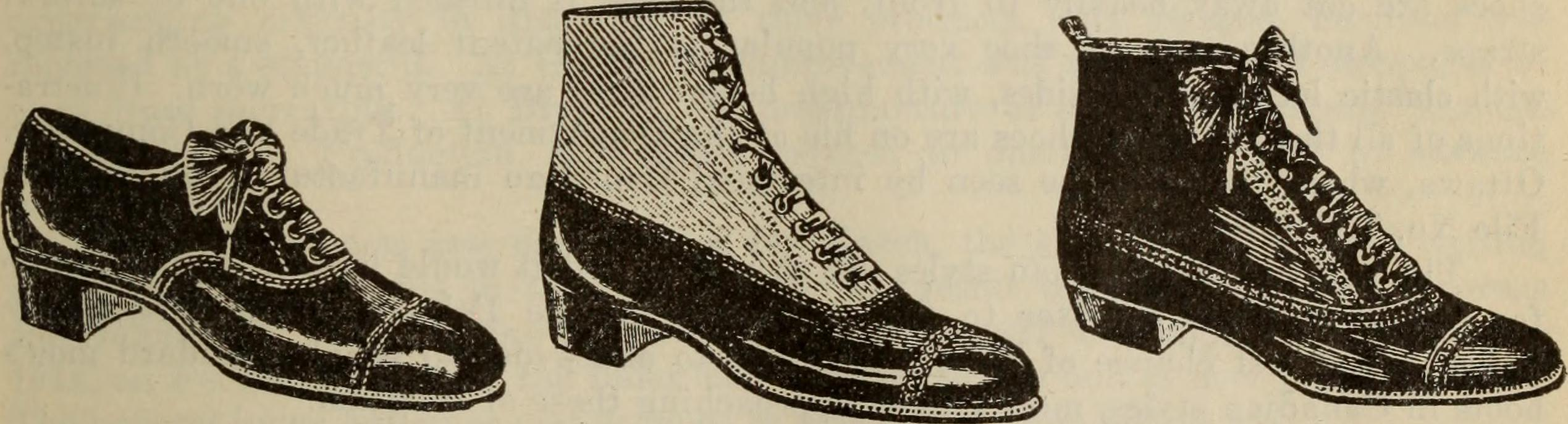
Образцы мужской обуви в модном журнале, Канада, 1921

Фасоны мужской обуви в целом не сильно изменились с предыдущих десятилетий; носили в основном классические ботинки с овальным или скруглённым квадратным носком. В моде были традиционные оксфорды, различные перфорированные туфли и ботинки (броги), штиблеты (они же ботинки челси, не имеют шнуровки, вместо неё шьются с резинками по бокам) и др.
Популярностью пользовались чёрные лаковые и замшевые коричные туфли. Знаковой деталью были гамаши — специальные защитные чехлы на пуговицах на обувь, предохраняющие обувь от промокания. Гамаши, как правило, белого цвета, изготавливались из плотной ткани или латекса.
В Советской России, а затем и СССР популярной зимней обувью для обоего пола были валенки. Именно в данное десятилетие начинается промышленное производства данного предмета одежды, до того изготавливавшегося преимущественно кустарным способом.

### Аксессуары
Мужские аксессуары 1920-х годов представлены, главным образом галстуком, запонками, ремнём с пряжкой, подтяжками и перчатками.
Галстуки носили либо узкие, завязанные виндзорским узлом, либо бабочку, либо широкие (пластрон), заколотые небольшой булавкой. Кроме галстучной булавки в моду начинают входить другие виды аксессуаров для галстука: зажим (носился без жилета), планка и булавка для воротника (булавки закалывались в уголки воротника, чтобы они не торчали, и чтобы узел галстука был хорошо виден), цепочка для галстука.
Некоторые мужчины носили лёгкие декоративные трости, а в особо торжественных случаях прикалывали к лацкану пиджака цветок — бутоньерку.

### Причёски и головные уборы

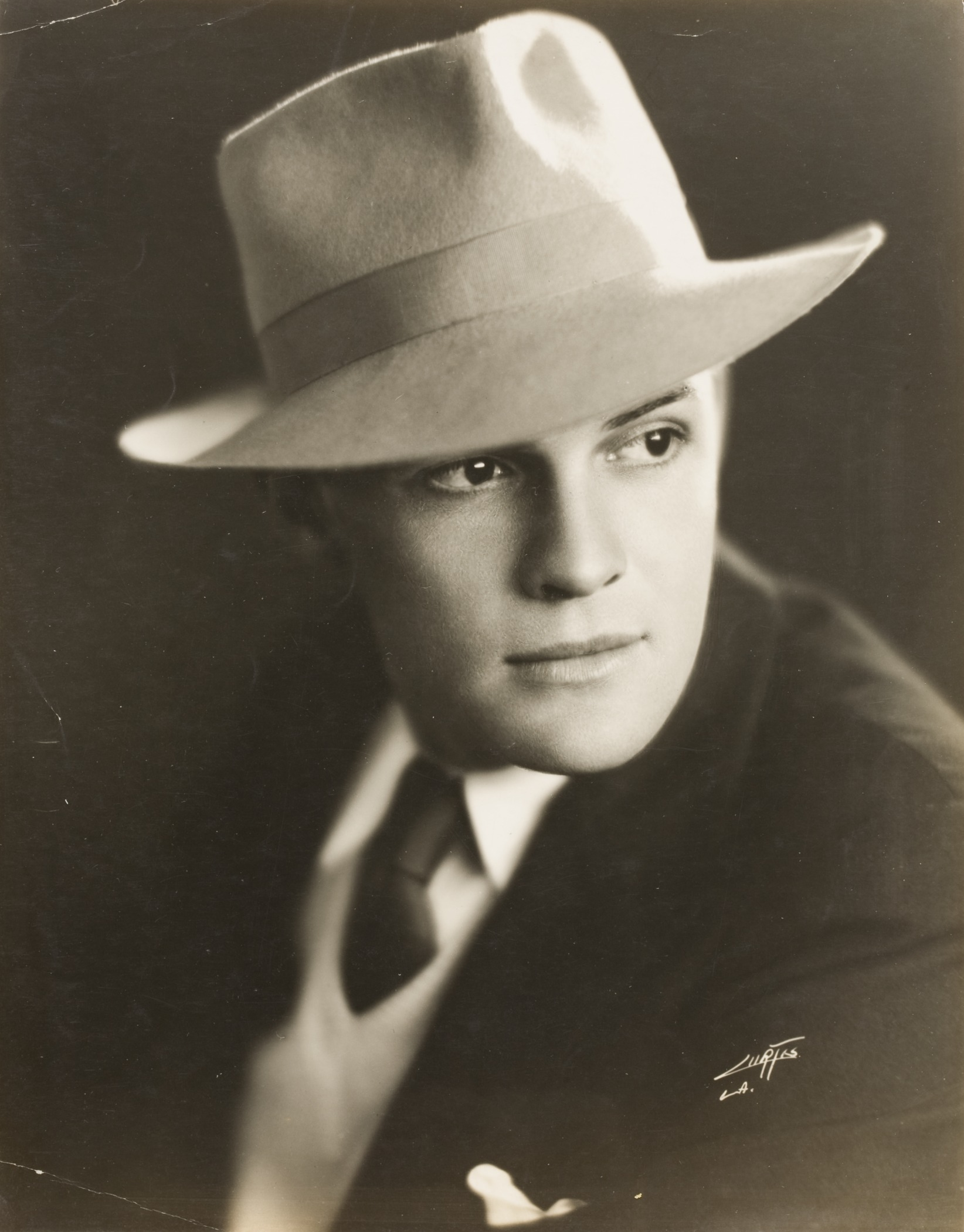
Голливудский портрет, 1920-е

Мужские стрижки 1920-х были в основном короткими, на прямой пробор. Волосы гладко зачёсывали назад и укладывали при помощи помады или геля. Усы стали менее популярны, однако многие мужчины продолжали их носить. Тонкую полоску усов над верхней губой носили голливудские актёры Кларк Гейбл, Эррол Флинн и Рональд Колман.
Выбор головных уборов зависел от положения мужчины в обществе. Представители высших классов носили цилиндр или плотные шляпы из фетра. Цилиндр к 1920-м годам воспринимался уже скорее как анахронизм и надевался только в особо торжественных случаях, требовавших консервативности (а в СССР и вовсе вышел из употребления как «буржуазный» головной убор; вплоть до того, что именно в нём на советских плакатах изображали капиталистов и буржуев). Модный с конца XIX века котелок постепенно вытесняется шляпой хомбург (шляпа из плотного фетра с одной вмятиной, и узкими, слегка загнутыми вверх полями). В 1910-е под влиянием военной формы появилась шляпа-панама, названная так благодаря тому, что приобрела популярность в годы строительства Панамского канала. Кепки в клетку или полоску носили с жилетами или свитерами с таким же орнаментом, а также с костюмами.
Средний класс предпочитал фетровые шляпы, легко принимающие требуемую форму. Рабочие носили кепи или обходились без головных уборов. Летом популярностью пользовались соломенные канотье.
Зимой носили тёплые шерстяные шляпы и меховые шапки, включая ушанки, папахи и «пирожки». Спортивными считались вязаные шапки, в том числе и с помпонами на макушке.

## Одежда для плавания
К 1920-м годам пляж и культура отдыха на нём оформляется в современном виде. Начинается массовое производство одежды для плавания, например, в 1928 году Эльза Скиапарелли открыла в Париже специальный магазин спортивных товаров, в числе которых была и одежда для плавания. И мужская, и женская одежда для плавания в те годы представляла собой купальник, доходивший до плеч и таза, и обязательно прикрывавший торс, хотя у женских был глубокий вырез. Они были как и слитными, в виде трико, так и раздельными: майка могла надеваться на плавки-шорты, подпоясанные ремешком, и заправляться в них.
Так как в данное десятилетие входит загар, то мужчины для того, чтобы загореть снимали майки и сворачивали слитные купальники до пояса, стягивая бретельки. Одежда для плавания изготовлялась из шерсти, хлопка, трикотажа и появившихся синтетических тканей (например, из эластана; а шапочки были из спандекса). Купальники были не слишком ярких цветов: например, чёрного, синего или зелёного. В случае раздельных купальников, где майка заправлялась в плавки, майка и плавки деталь выполнялись в контрастной гамме, зачастую майки были полосатыми. Особой популярностью на Западе пользовались купальники дома Жана Пату, специализировавшегося на спортивной одежде. В некоторых консервативных американских штатах существовала практика проверки купальников на подходящую длину, если купальный костюм считался по местным правилам слишком коротким, и соответственно, слишком «неприличным» и «вызывающим», то его носитель(ница) не допускался(лась) на пляж.
В СССР, где также семимильными шагами развивался массовый отдых, обычным явлением были нудистские пляжи, как правило, поделённых по половому и возрастному признаку. Считалось, что пляж является местом прежде всего для оздоровления и отдыха, где отсутствие одежды было проявлением естества и открытости природе: солнцу и воде, а одежда для плавания подчёркивала сексуальность носителей, что являлось чертой буржуазии. Купальники на интуристах вызывали у советских граждан изумление и отторжение. Тем не менее, некоторые мужчины на пляже носили плавки в виде шорт или трусов, а женщины — слитные купальники, зачастую — в полоску. Западные купальники и плавки могли себе позволить себе нэпманы, дипломаты и деятели культуры.
Помимо СССР, нудизм был распространён и в некоторых других европейских странах: так, в Германии, купание голышом было популярно у членов движения Баухаус. В США ношение купальных костюмов осуждали некоторые протестантские деноминации, вроде баптистов, поскольку считали, что это, якобы, не целомудренно.

## Мода в СССР

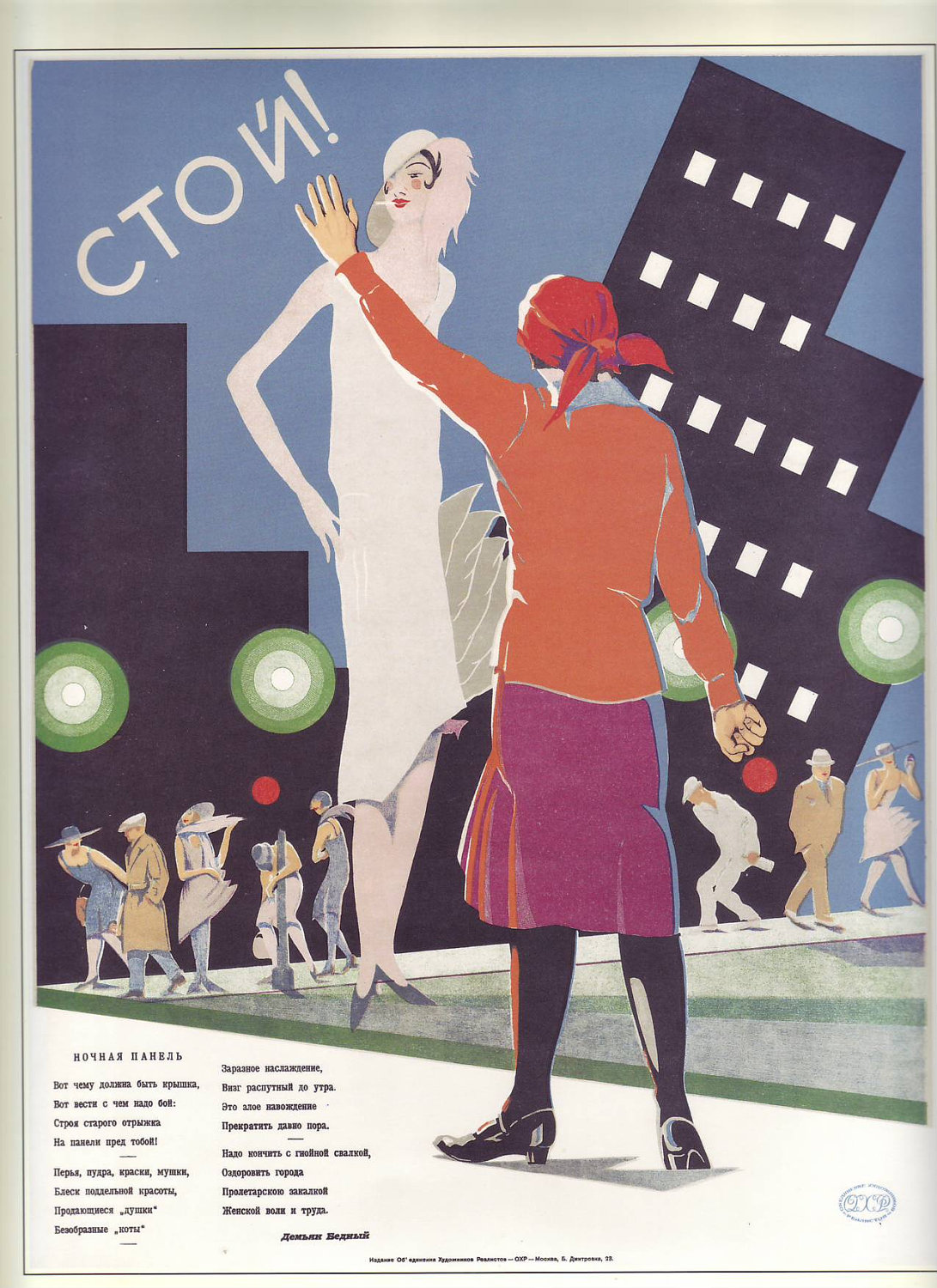
Советский плакат против проституции, 1929. Женщины лёгкого поведения одеты на западный манер; на советской женщине на переднем плане кофта и юбка ярких цветов, красная косынка.

Советская мода начала формироваться сразу после революции и сильно зависела от идеологии, политической ситуации в стране, а также от экономики и развития лёгкой промышленности.
Швейная промышленность, разрушенная в годы революции и гражданской войны, начала восстанавливаться в начале 1920-х (хотя и после этого многие хозяйки перешивали старые предметы одежды в новомодные; кроме того, подобные «лайфхаки» публиковались в специализированной литературе, например в альбоме «Искусство в быту» под редакцией Якова Тугендхольда). Ещё в 1917 году при Центральном комитете текстильной промышленности был создан Отдел готового платья и белья («для восстановления, объединения и национализации производства и распределения готового платья и белья в общегосударственном масштабе»). В 1919 году при наркомате здравоохранения не раз проводились заседания по поводу модернизации рабочего костюма, на которых приглашались деятели искусства, врачи и технологи. Целью стало создание более удобной и рациональной рабочей одежды: «новый костюм должен быть удобен и изящен, обязан соответствовать современным экономическим условиям и гигиеническим требованиям». Таким образом было намечено направление, в котором «следовало разрабатывать новые формы костюма, практичного и функционального, отвечающего требованиям каждой профессии». В том же году были учреждены Центральный институт швейной промышленности и Учебные художественно-промышленные мастерские костюма с целью централизации швейного производства, проведения научных исследований и подготовки кадров, а также установления гигиенических и художественных форм одежды. В 1923 году при тресте «Москвошвей» было открыто Ателье мод, рассматривавшееся как теоретический и идеологический центр искусства моделирования бытового костюма. При нём выходил журнал «Ателье».
Создавая единую одежду для работающих советских граждан, художники следовали стилю конструктивизма — доминировал простой крой, прямые линии, геометрические орнаменты. В частности, новые формы одежды разрабатывала группа художников, объединившаяся вокруг журнала «ЛЕФ». Примеры влияния конструктивизма на одежду можно проследить, в частности, в вышеупомянутом альбоме «Искусство в быту». Однако готовая одежда из мастерских не пользовалась популярностью у обеспеченных слоёв населения (нэпманов), которые предпочитали, как и до революции, шить одежду на заказ.

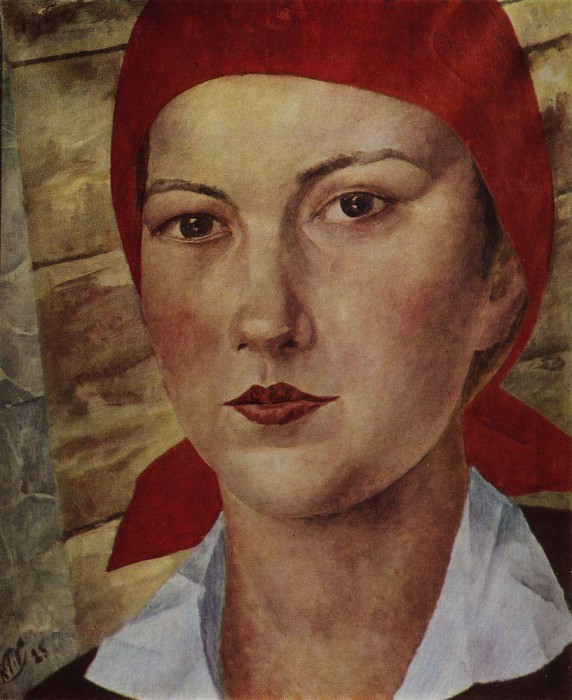
Кузьма Петров-Водкин. Девушка в красном платке (Работница), 1925

Советская мода 1920-х развивалась в двух противоборствующих направлениях: нэпманская мода на западный манер и «пролетарская» — одежда простых, удобных фасонов, с оглядкой на рабочую и военную форму, часто унисекс, с элементами, демонстрирующими классовую и партийную принадлежность. Например, самым популярным головным убором молодых коммунисток первых годов советской власти была красная косынка, повязанная на затылке узлом. Классовая составляющая моды затрагивается, например, в стихотворении Маяковского «О дряни» (1921) и повести А. Н. Толстого «Гадюка» (1928).
Чрезмерное внимание к моде, желание украсить себя, выделиться, привлечь к себе внимание противоположного пола воспринималось в идеологизированных слоях населения как недостаток сознательности, приверженность буржуазным ценностям. Даже само слово «мода» стало носить негативную коннотацию, поскольку ассоциировалось с «буржуазными» предрассудками (такими как нефункциональность и отдалённость одежды от практического использования).
Типичными атрибутами «людей нового строя» были кожанка (куртка или френч из кожи), гимнастёрка, толстовка, военный ремень, штаны галифе, фуражки, сапоги. Существенную роль играл бурно развивавшийся спорт, активную поддержку которому оказывало советское государство, а также медицина: одежда гражданина нового государства, по мнению властей, должна быть как можно более соответствовать требованиям личной гигиены (что было особенно актуально в связи с бушевавшими эпидемиями). Советские врачи того времени настаивали на внедрении хлопчатобумажного, батистового и льняного нижнего белья, поскольку подобные материалы хорошо впитывают влагу, сохраняют тепло и защищают тело. Кроме того, бельё, согласно рекомендациям, должно было быть светлых цветов, поскольку в таком случае оно было более марким, а в красителях тех лет нередко применялись ядовитые вещества, раздражавшие тело. Касательно спортивной одежды художники из лефовского круга писали следующее:

Особый вид костюма — спортодежда. Ее основные черты: минимум одежды, несложность одевания и ношения, особая значимость цветового эффекта для выделения отдельных спортсменов и спортивных групп.
.
Вместе с тем, второе направление советской моды развивалось в среде богемы и нэпманов. Наиболее популярными актрисами советского немого кино были Ольга Жизнева, Вера Малиновская, Анель Судакевич, Анна Стэн и другие. В целом, для советской городской моды 1920-х были характерны те же черты, что и для общеевропейской: женщины носили платья с заниженной талией, чулки, шляпки-клош, шарфы и накидки; мужчины носили костюмы из коверкота, фраки, фетровые шляпы и боты. Вместе с тем, западные наработки использовались при конструировании советского стиля, особенно в эпоху НЭПа.
Одной из ключевых фигур отечественной моды, как и в предыдущие два десятилетия XX века, была Надежда Ламанова. Будучи одной из поставщиц нарядов для императорского двора, после революции она сумела приспособиться и к новому режиму, и новым веяниям моды. Ламанова в данное десятилетие ставила своей целью создание наиболее функциональной и целесообразной одежды (в противовес к западной моде, меняющейся в зависимости от коммерческих соображений), которая, по её замыслу, должна была быть доступна всем советским гражданам в независимости от достатка. В своих рекомендациях к швейным фабрикам 1928 г. Ламанова предъявляет следующие требования: «Экономия материала. Отсутствие отбросов при построении костюма. Форма, дающая свободу движения». А ещё в 1919 году Ламанова пишет Луначарскому о предоставлении помощи с организацией художественной мастерской, где должны были изготовляться модели одежды. Тем не менее, в работах Ламановой всё ещё преобладало образно-эмоциональное начало, носителями которого были цвет и орнамент. Кроме того, Ламанова обращается к народной культуре, включая народный костюм: коллекция Ламановой, созданная под впечатлением русского народного костюма, получила на всемирной выставке в Париже 1925 года Гран-при за национальную самобытность в сочетании с модным направлением (в разработке этой коллекции также принимала Вера Мухина, впоследствии прославившаяся своими монументальными скульптурами, такими, как «Рабочий и колхозница»). Примеры одежды данной коллекции представлены в том же альбоме «Искусство в быту».
Впоследствии идеи Ламановой были восприняты её учениками, одна из них, Надежда Макарова в 1934 году стала художественным руководителем Московского дома моделей одежды, одного из первых центров творческого моделирования одежды в СССР.

## Галерея

### Мужская одежда

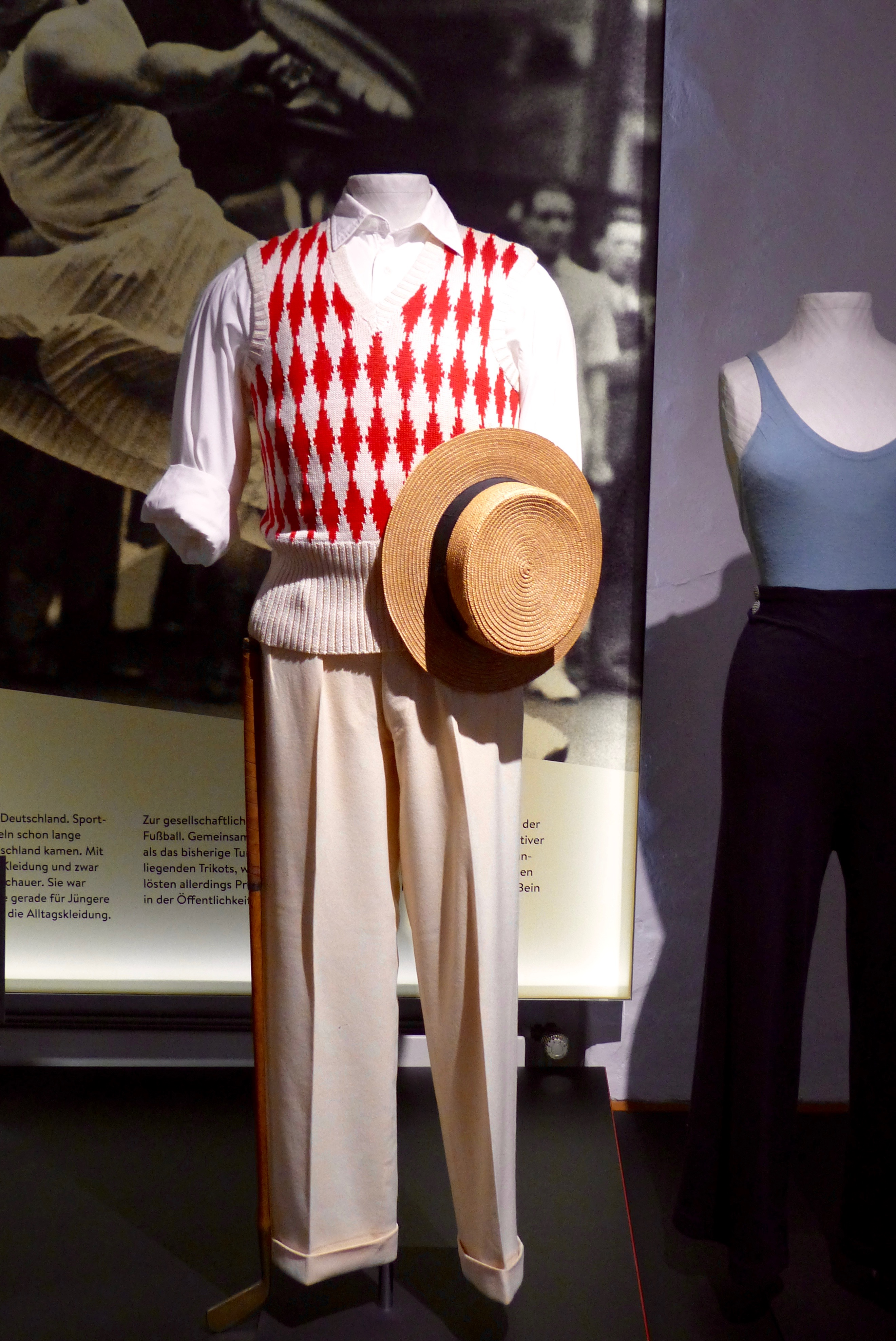
Мужской костюм,  экспонат выставки «Macht der Mode» в Ратингене (2016 г.)
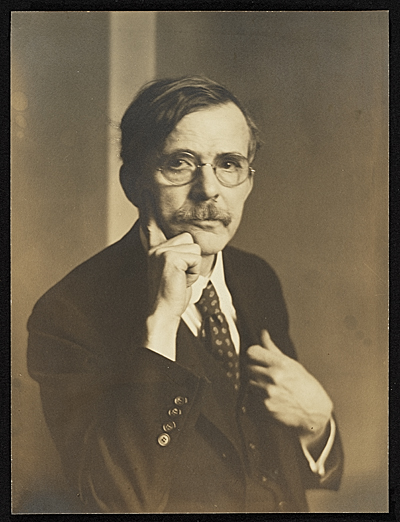
Американский художник Альфиус Коул, 1920 г.
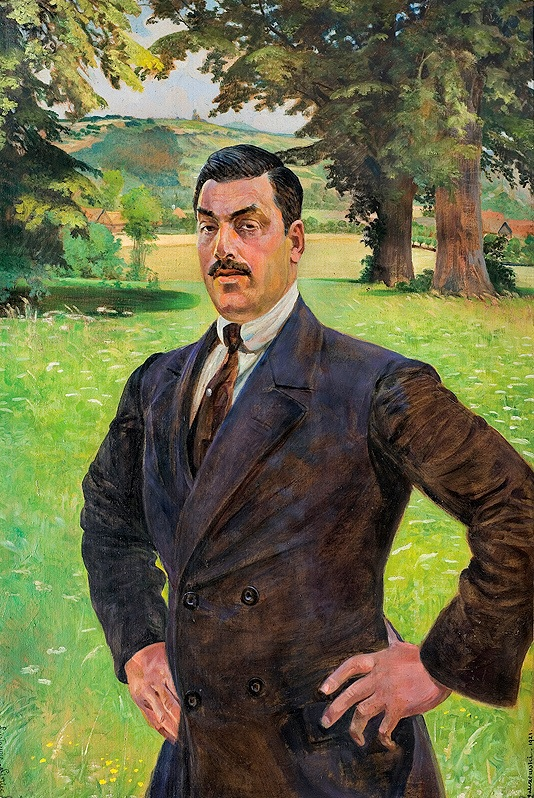
Яцек Мальчевский, портрет Мечислава Гонсецкого, 1921 г.
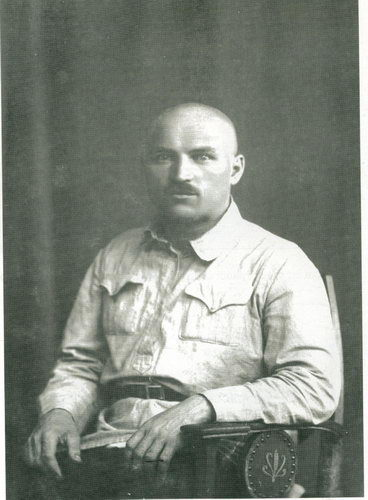
Фёдор Сергеев («Артём»), 1921 г.
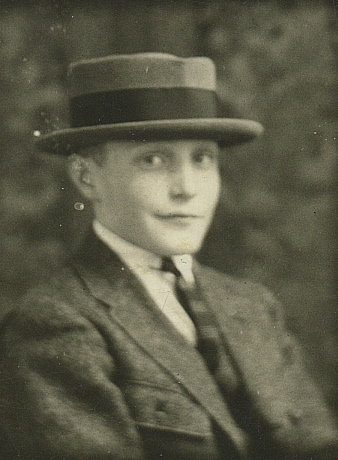
Юноша в шляпе (канотье?), 1923 г.
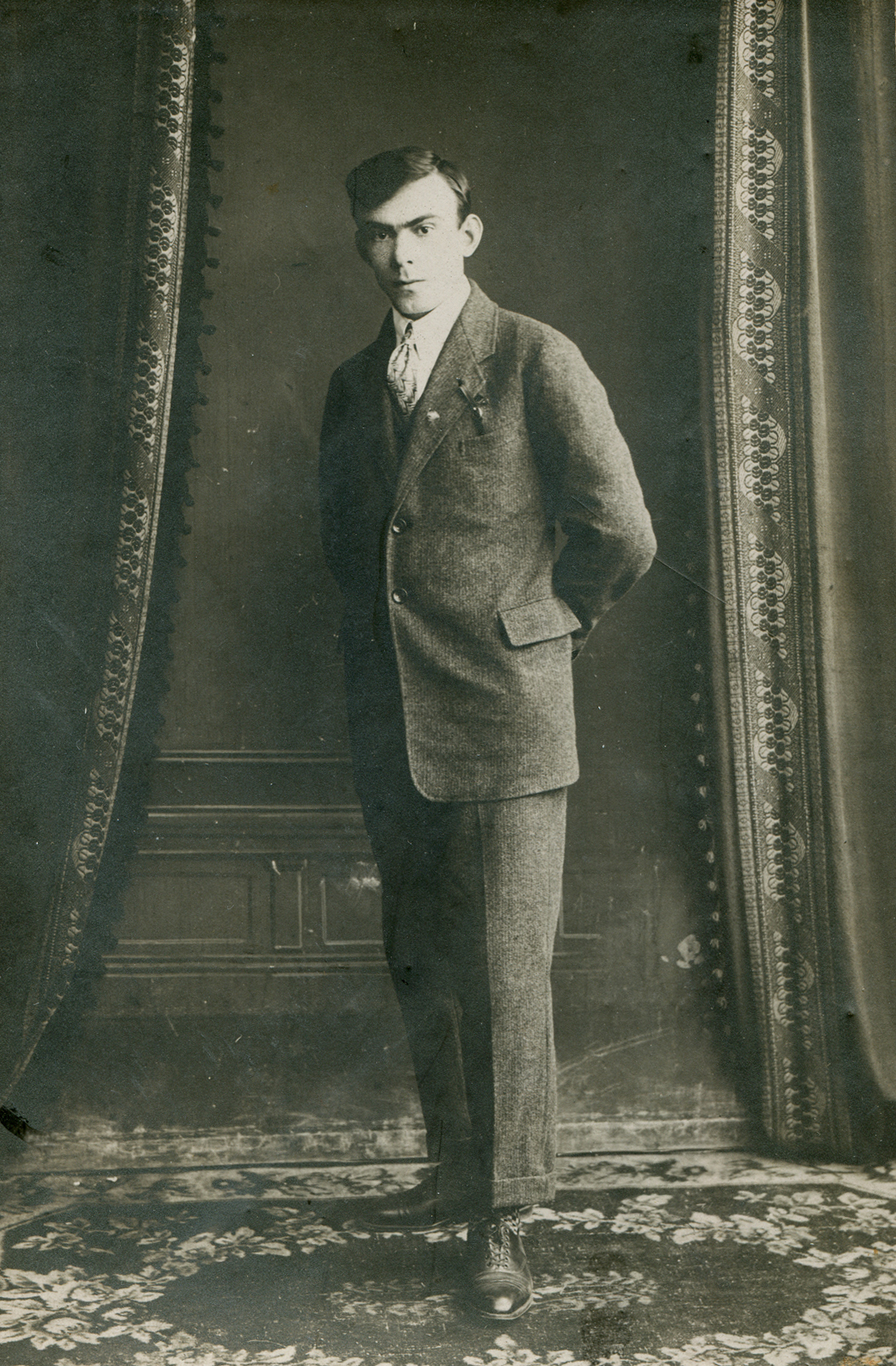
Житель Электростали, 1924 г.
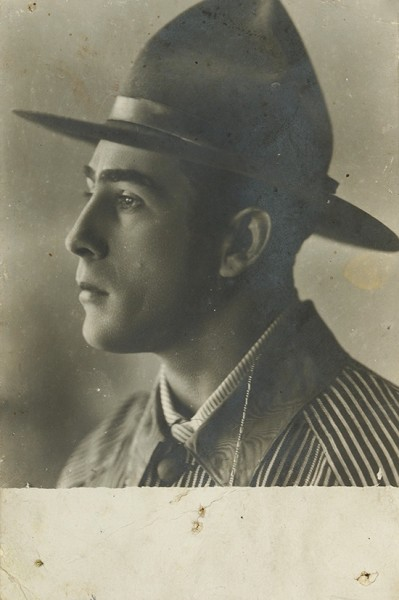
Советский поэт Гольцшмидт в т. н. «шляпе рейнджера», 1924 г.
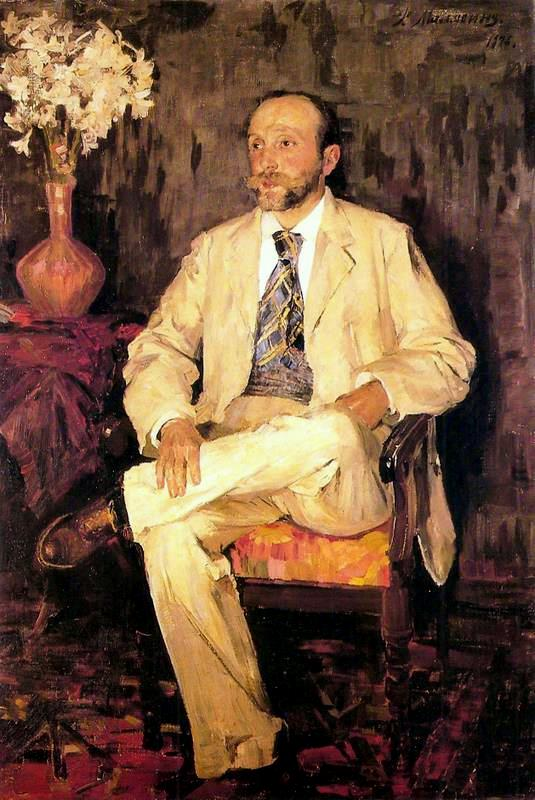
Портрет посла Смирнова, Филипп Малявин, 1926 г.
Рекламный плакат полукальсонов, 1927 г., Франция
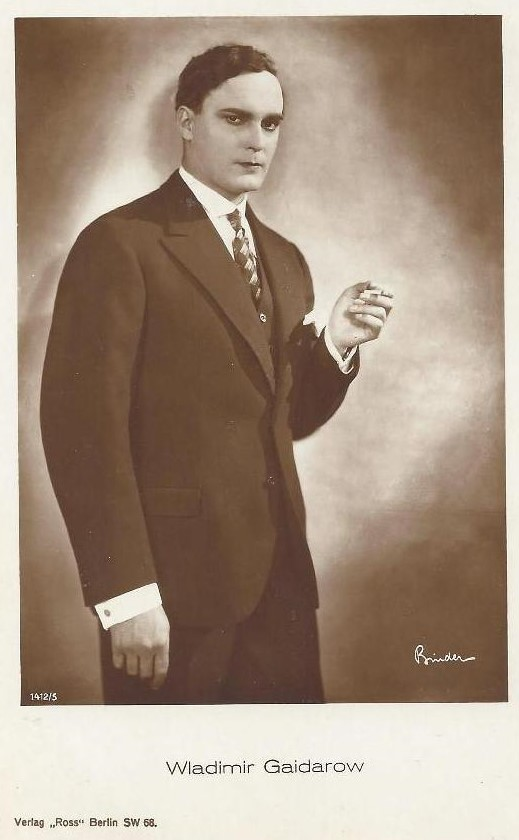
Немецкий актёр российского происхождения Владимир Гайдаров, 1928 г.

#### Одежда для плавания

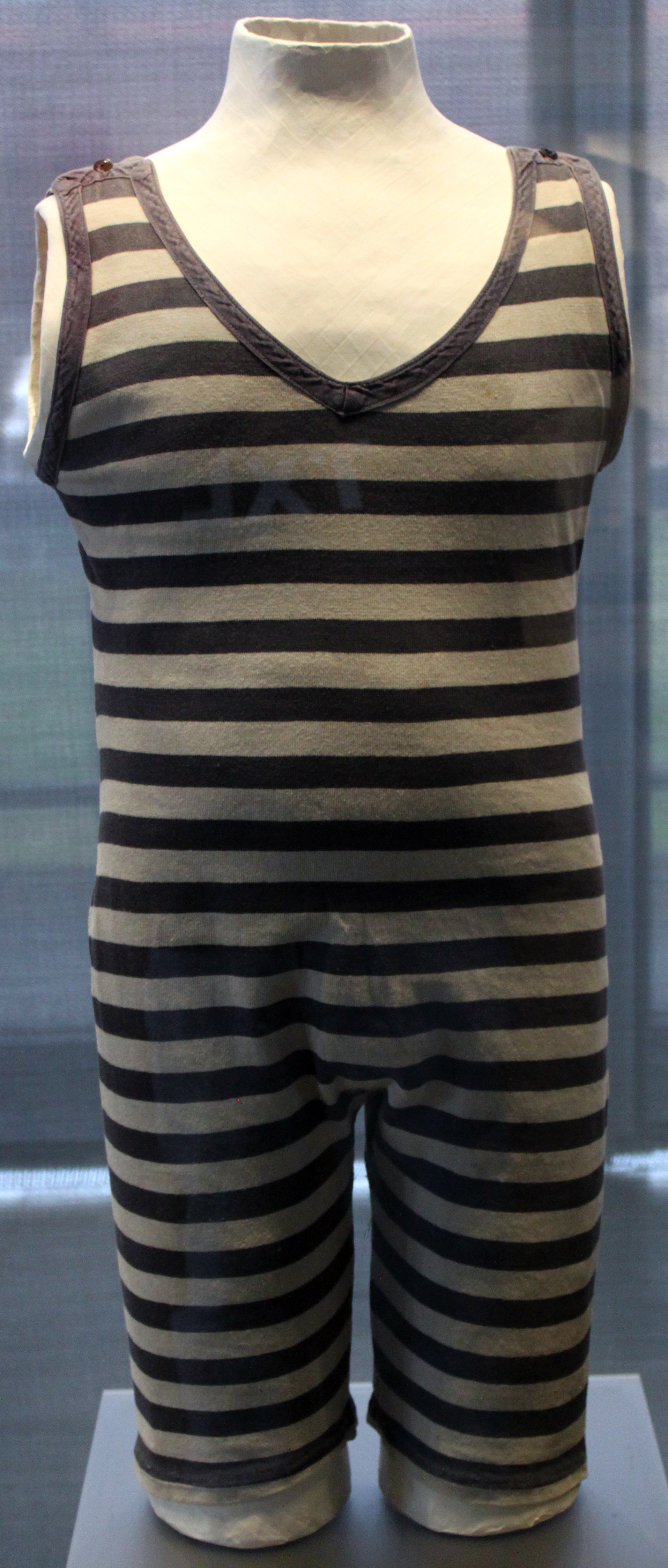
Мужской купальник начала 1920-х, Германия, из собрания Германского национального музея в Нюрнберге
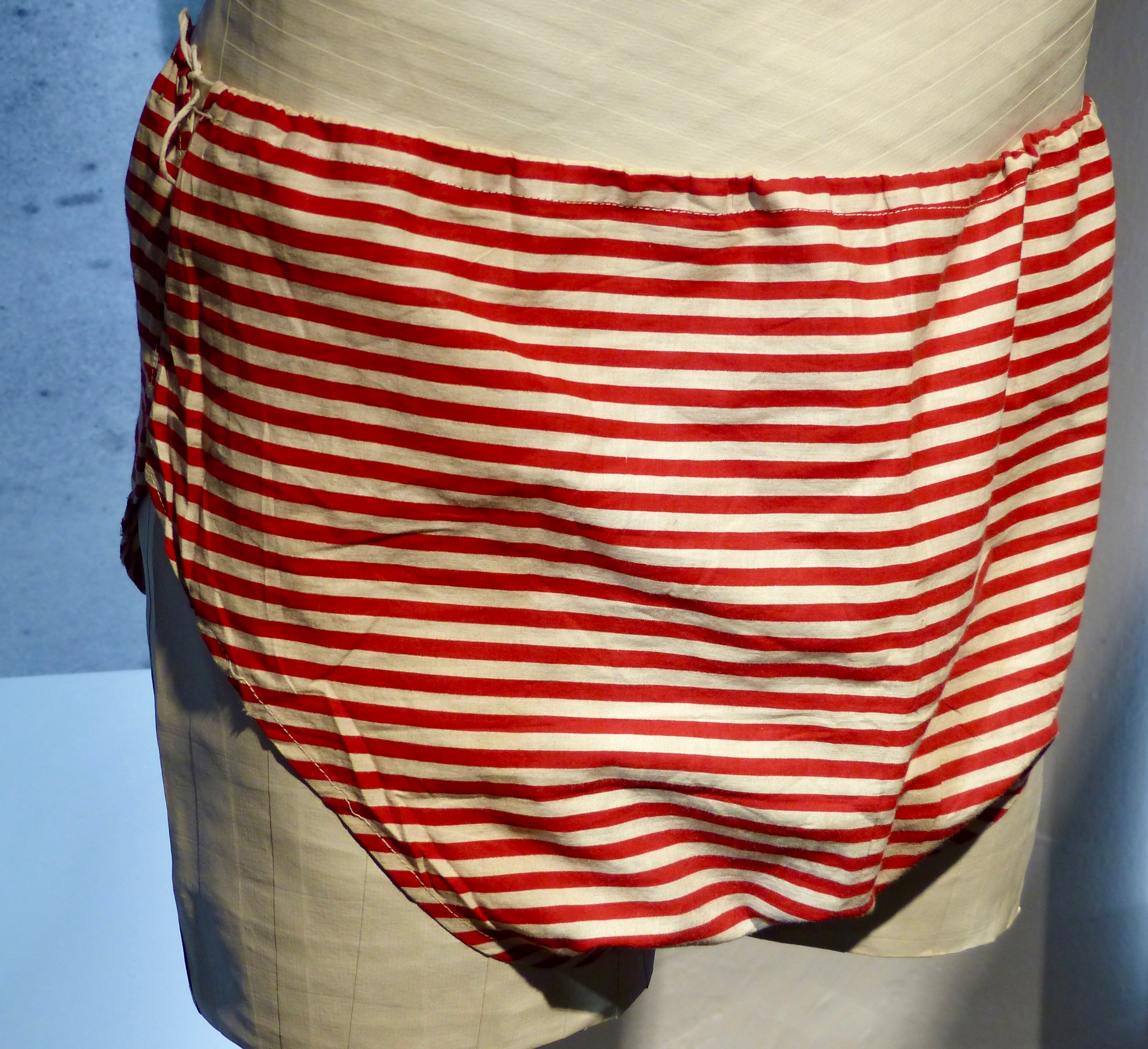
Плавки-трусы, 1920-е гг., экспонат выставки «Macht der Mode» в кромфордском музее текстиля (2016 г.)
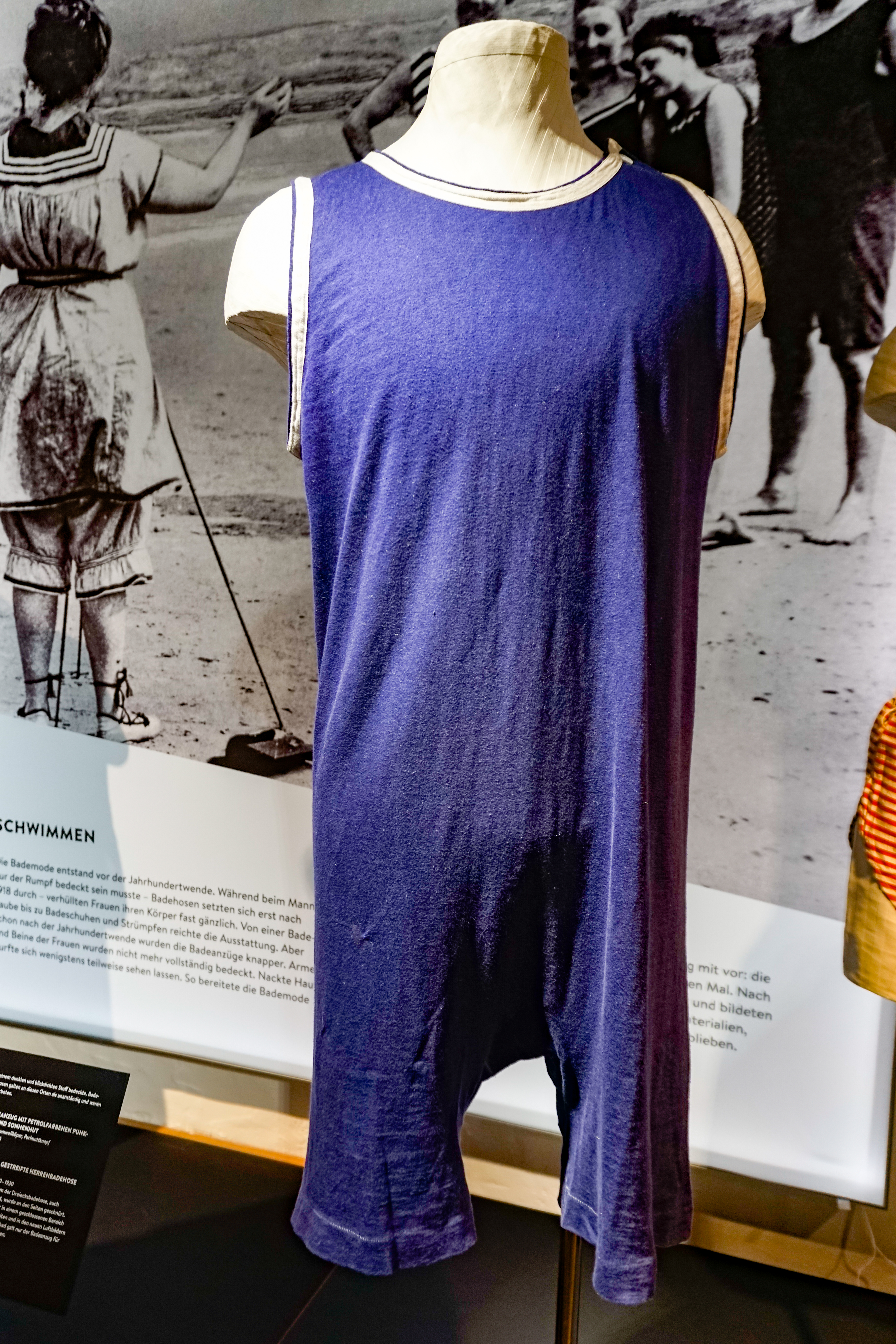
Мужской купальник-трико, та же выставка
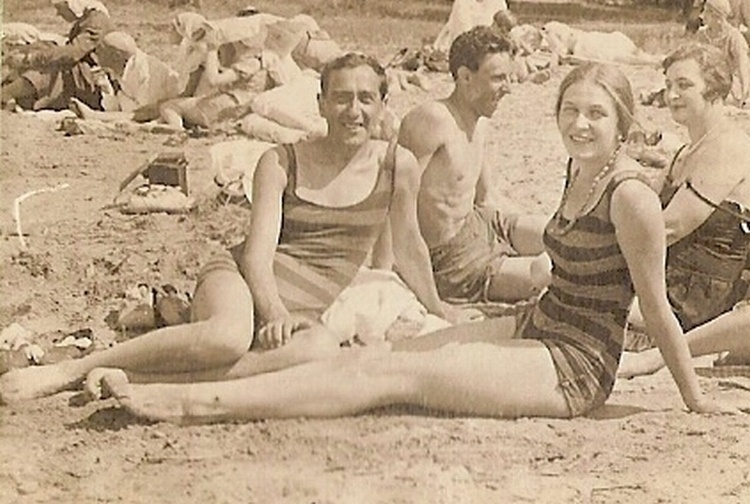
Пляж в Баку, 1920-е
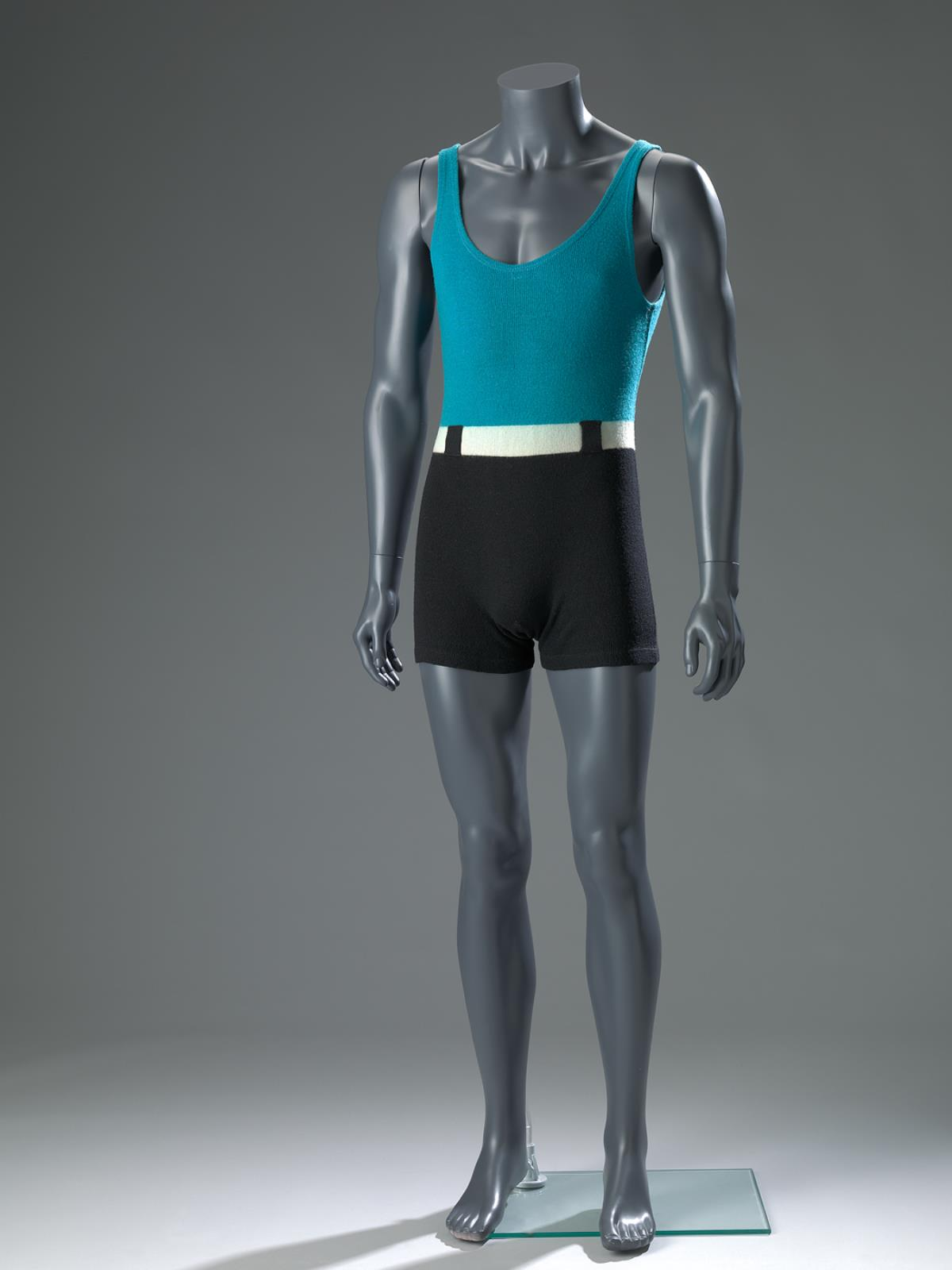
Мужской раздельный купальник, 1920-е гг., экспонат Амстердамского исторического музея
Группа юношей на пляже под Тель-Авивом/Яффой, между 1921-1923 гг.
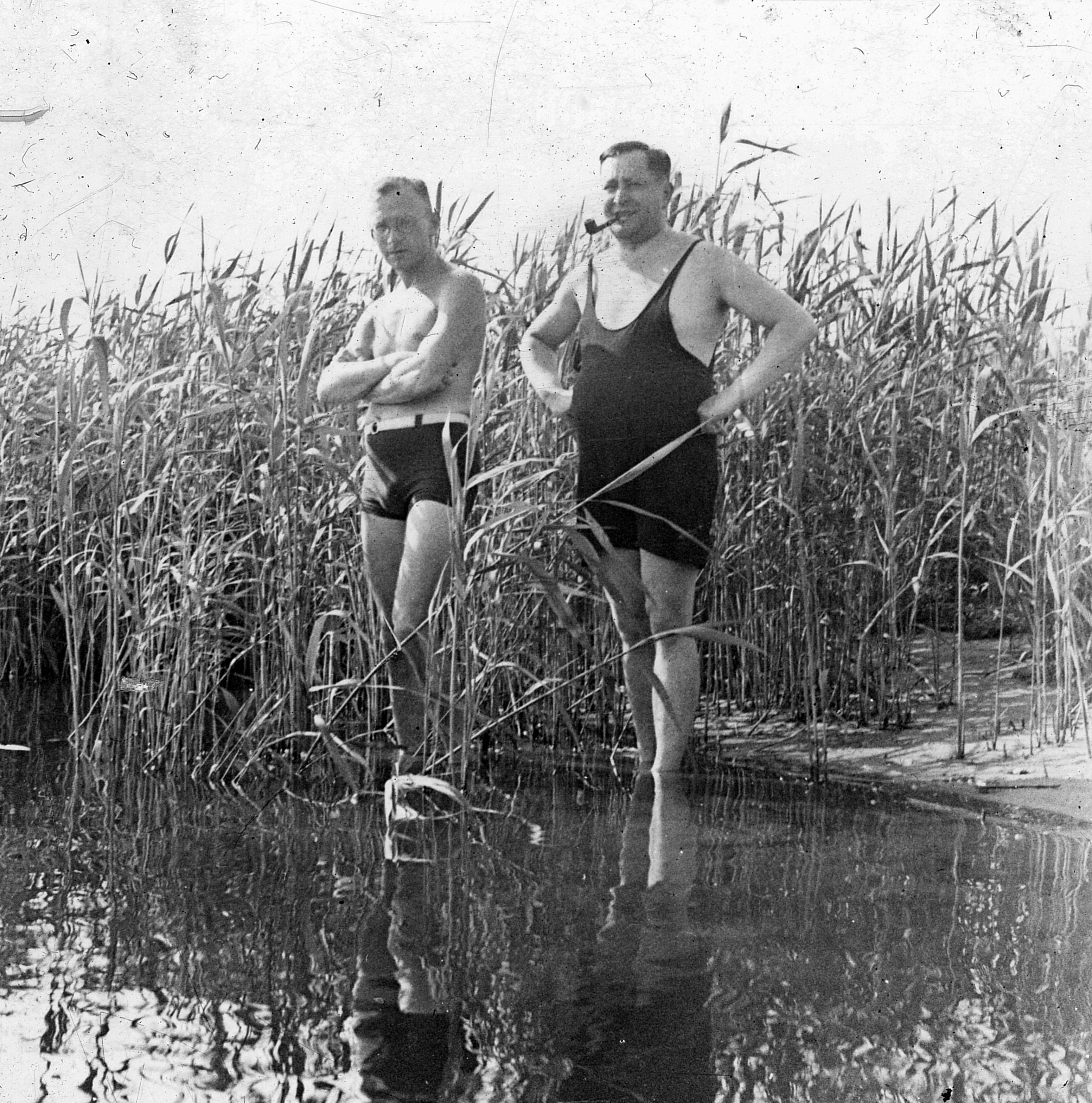
Пляжники, Венгрия (?), 1925 год
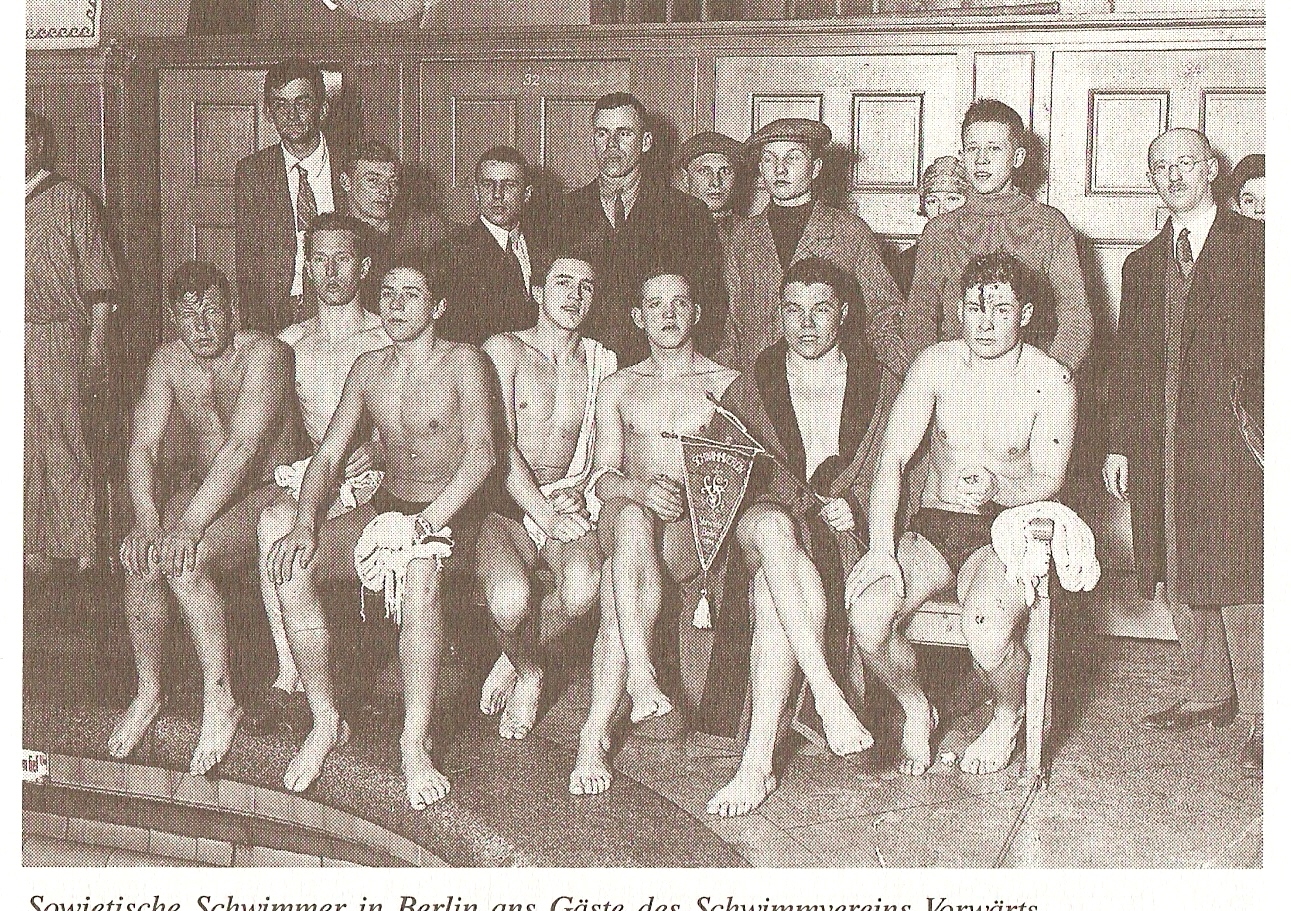
Делегация советских пловцов в гостях у берлинского рабочего плавательного клуба «Vorwärts», 1926 год.
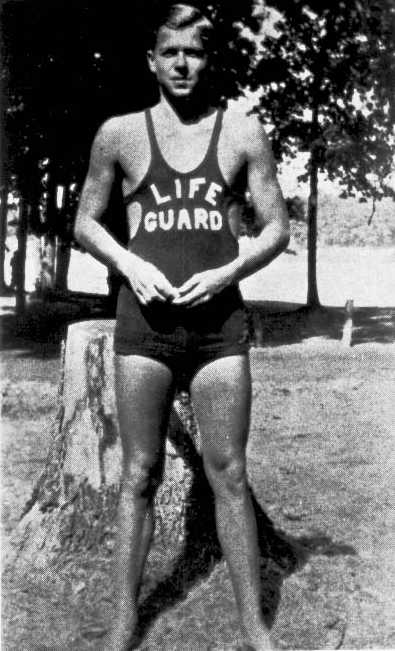
Рональд Рейган-пляжный спасатель, 1927 год

### Женская одежда

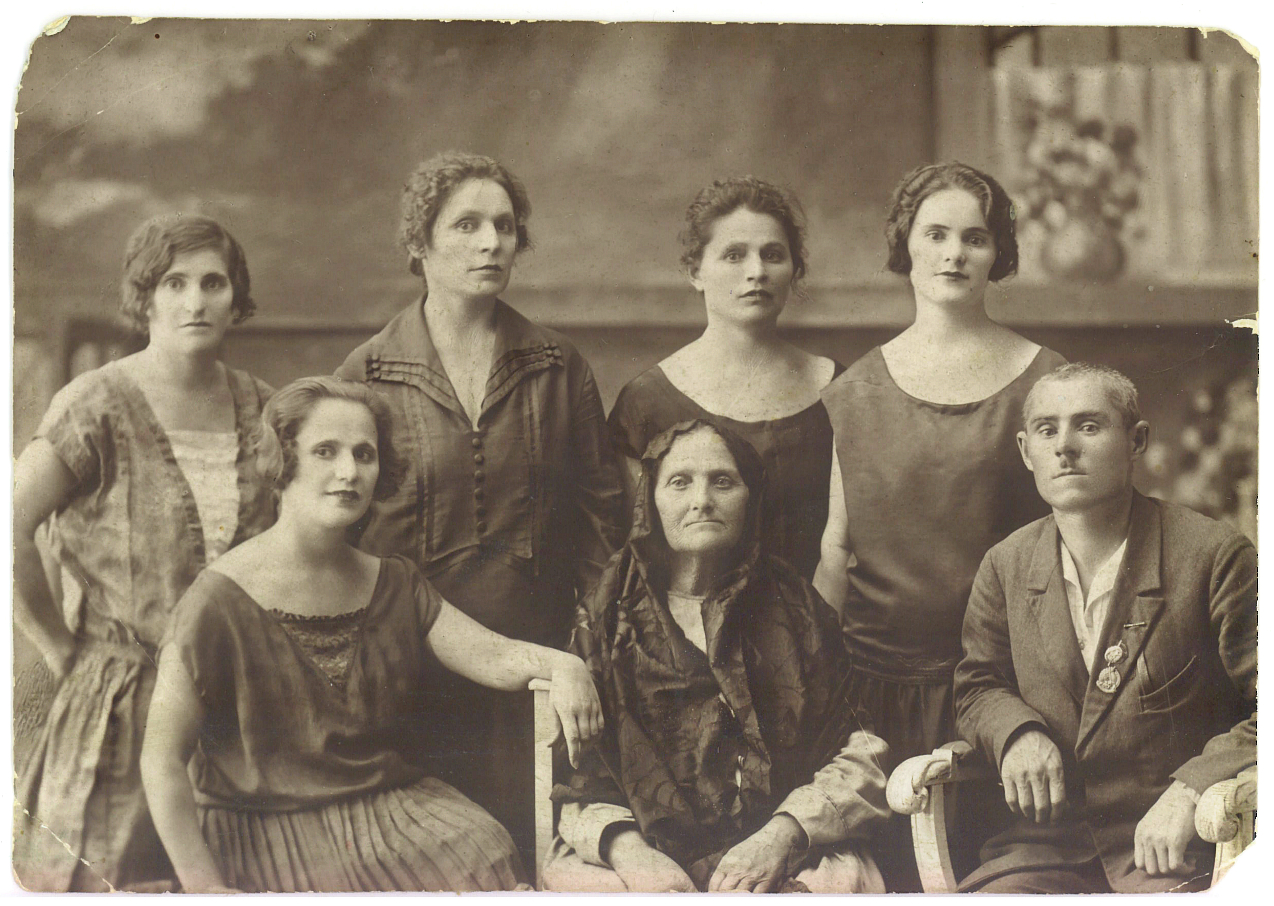
Семейный портрет, РСФСР, начало 1920-х
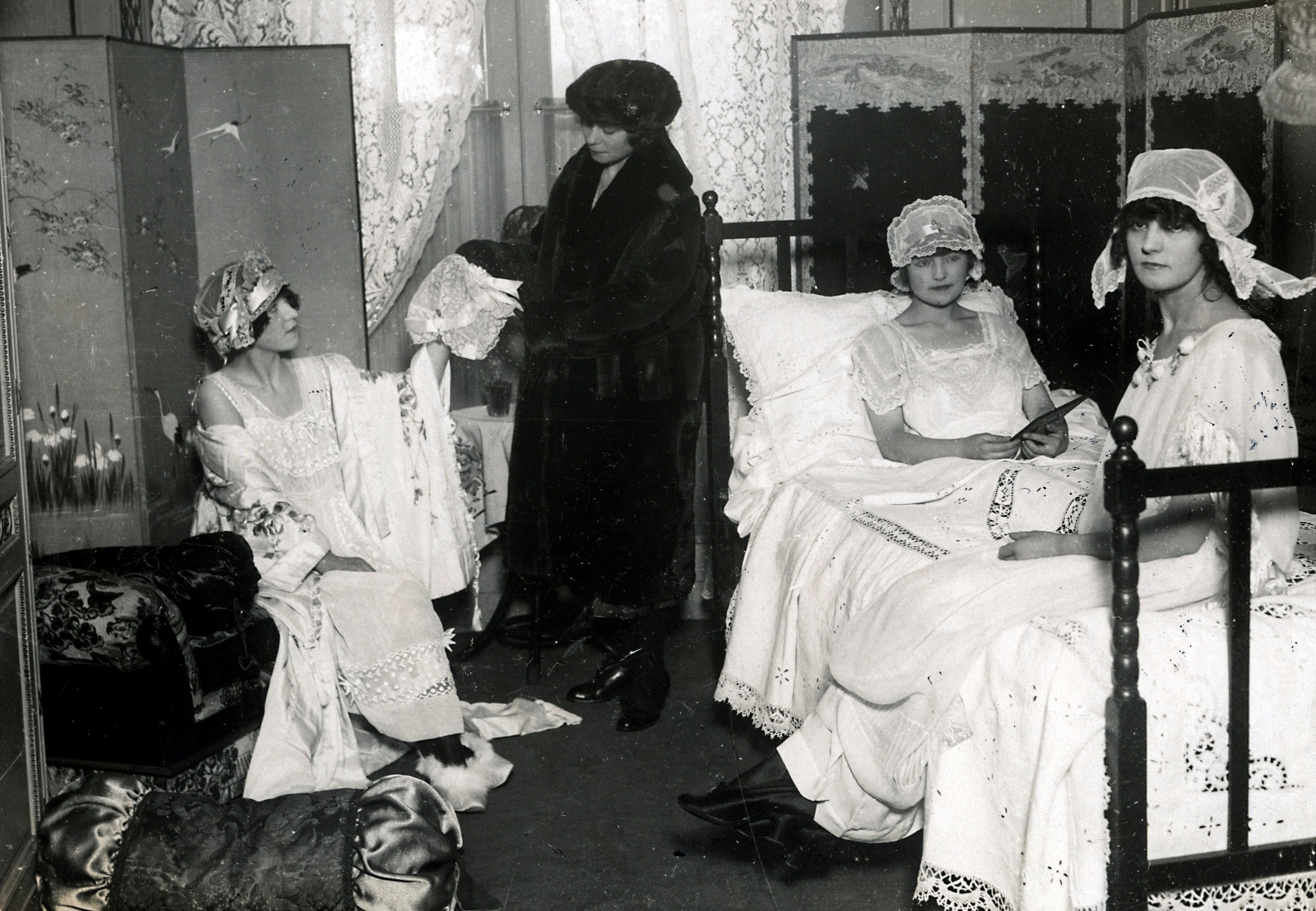
Групповое фото женщин: в середине — в шубе, остальные — в ночных рубашках и чепцах. Лондон, 1920 год.
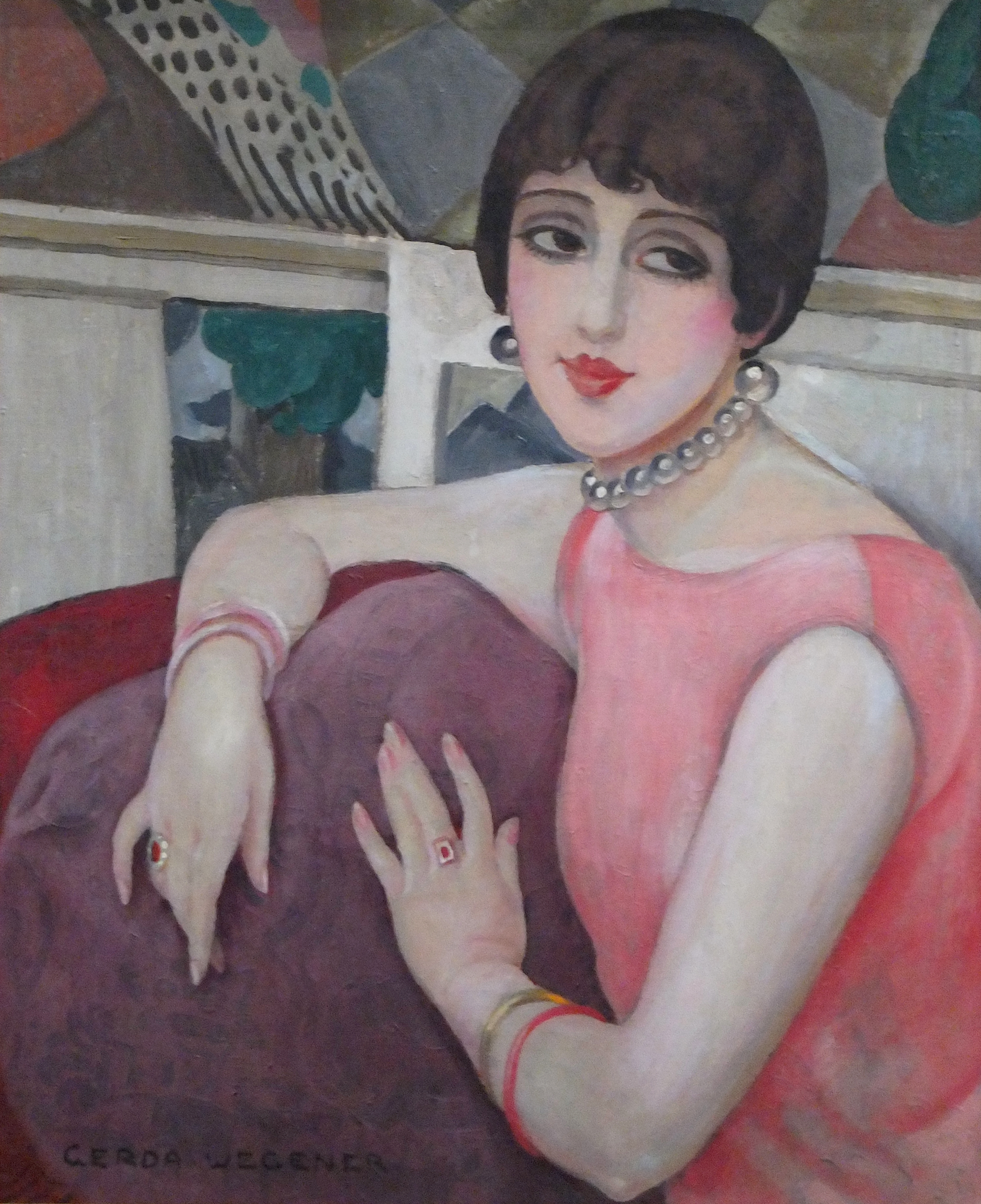
Портрет Лили Эльбе кисти Герды Вегенер, 1921 г.
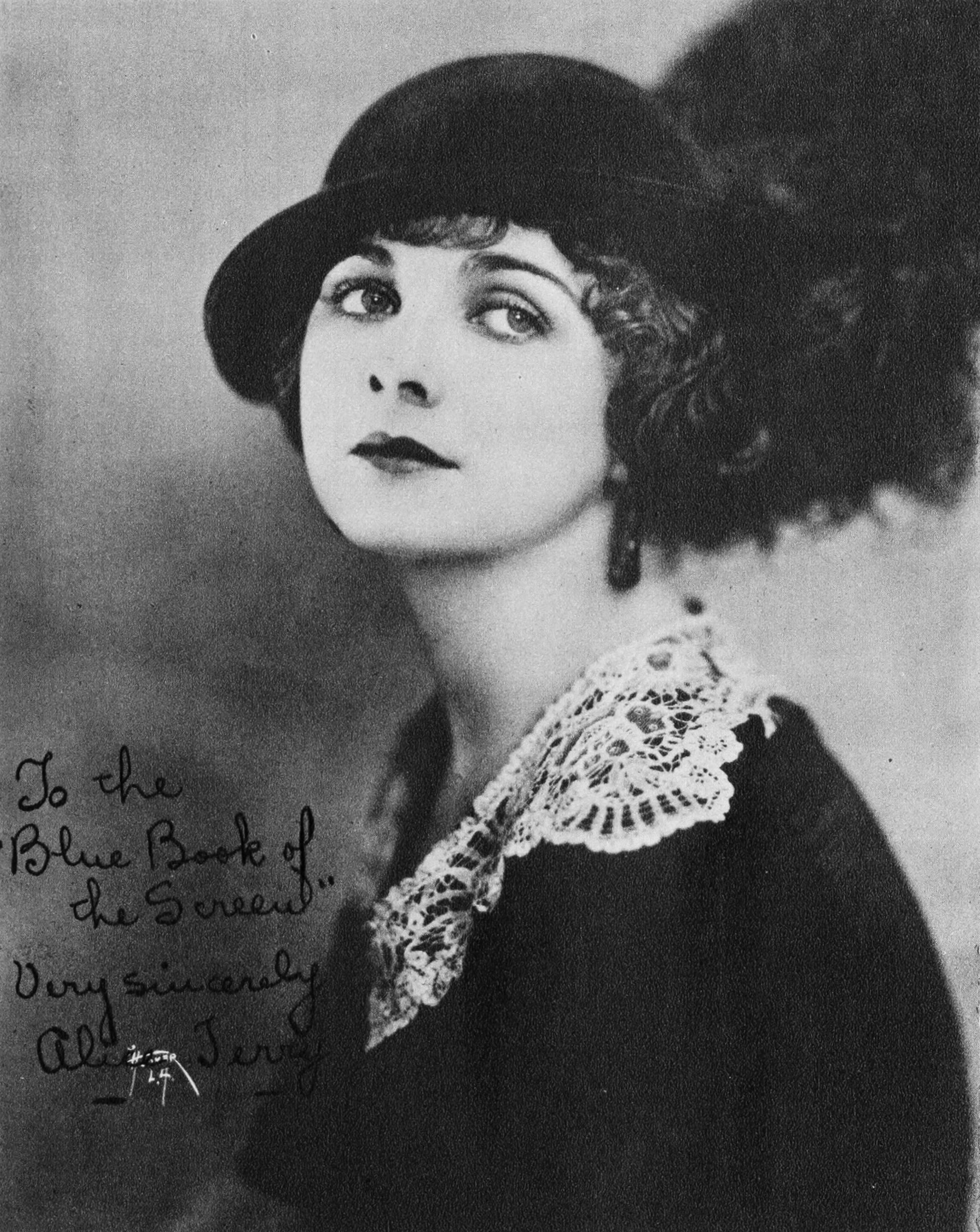
Студийное фото актрисы Элис Терри, 1923 г.
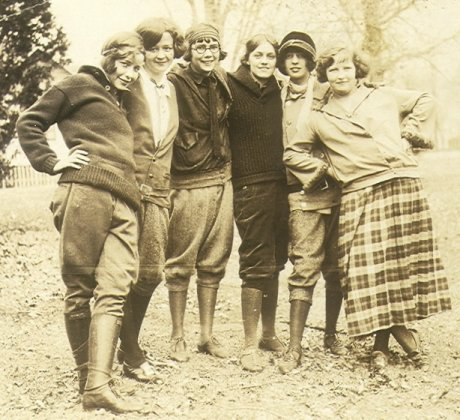
Молодые девушки в шароварах-пумпах, Миннесота, 1924
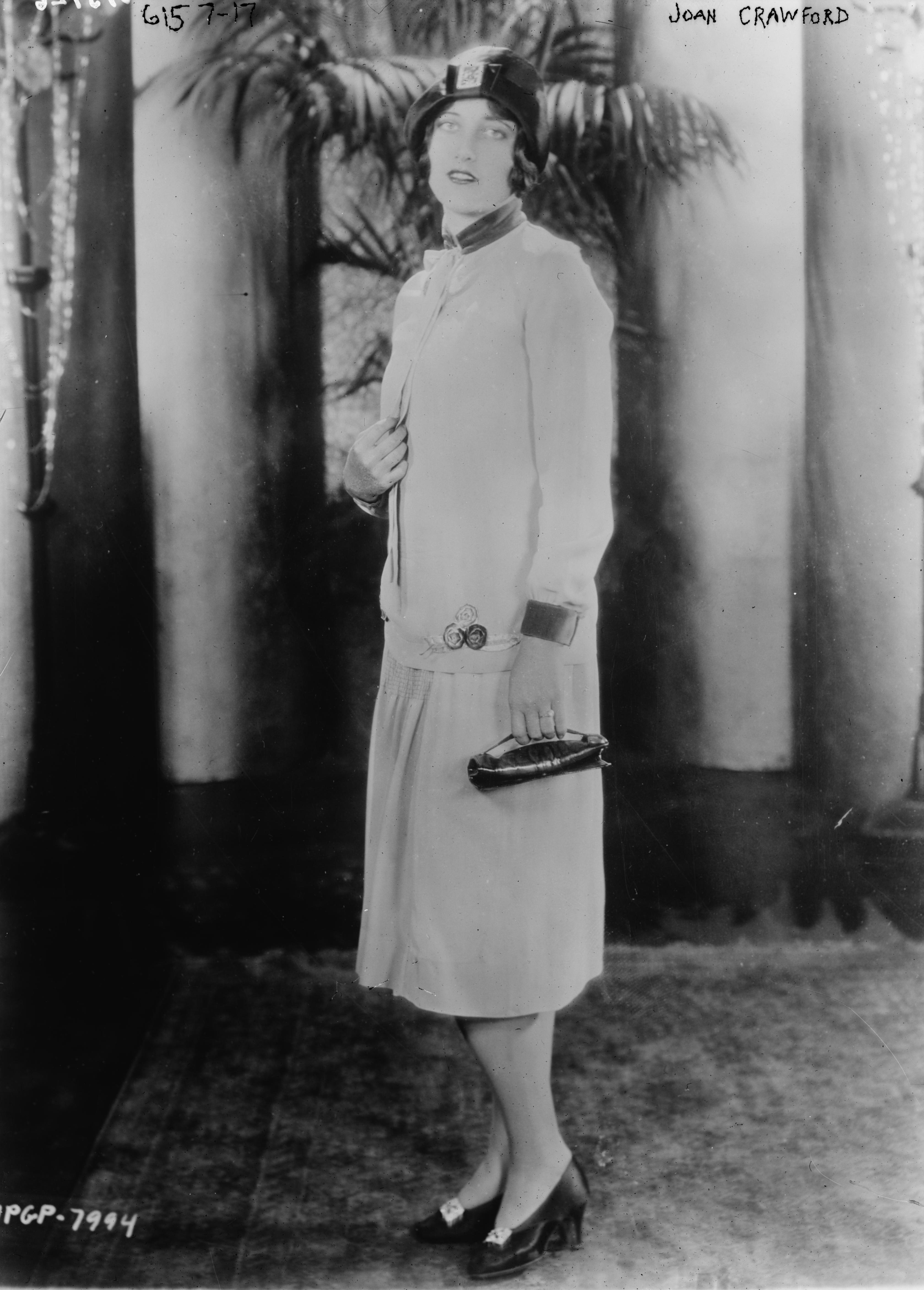
Стдуийное фото актрисы Джоан Кроуфорд
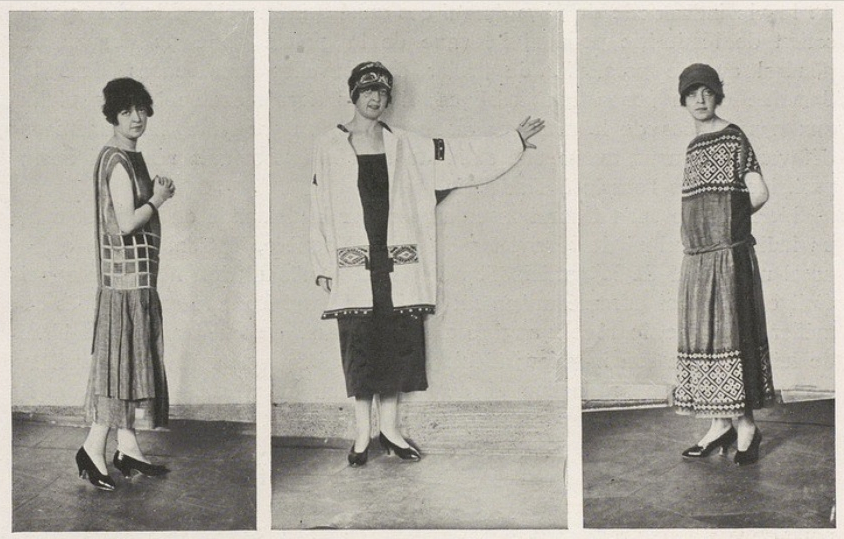
Платья Ламановой, представленные на Парижской выставке 1925 г.
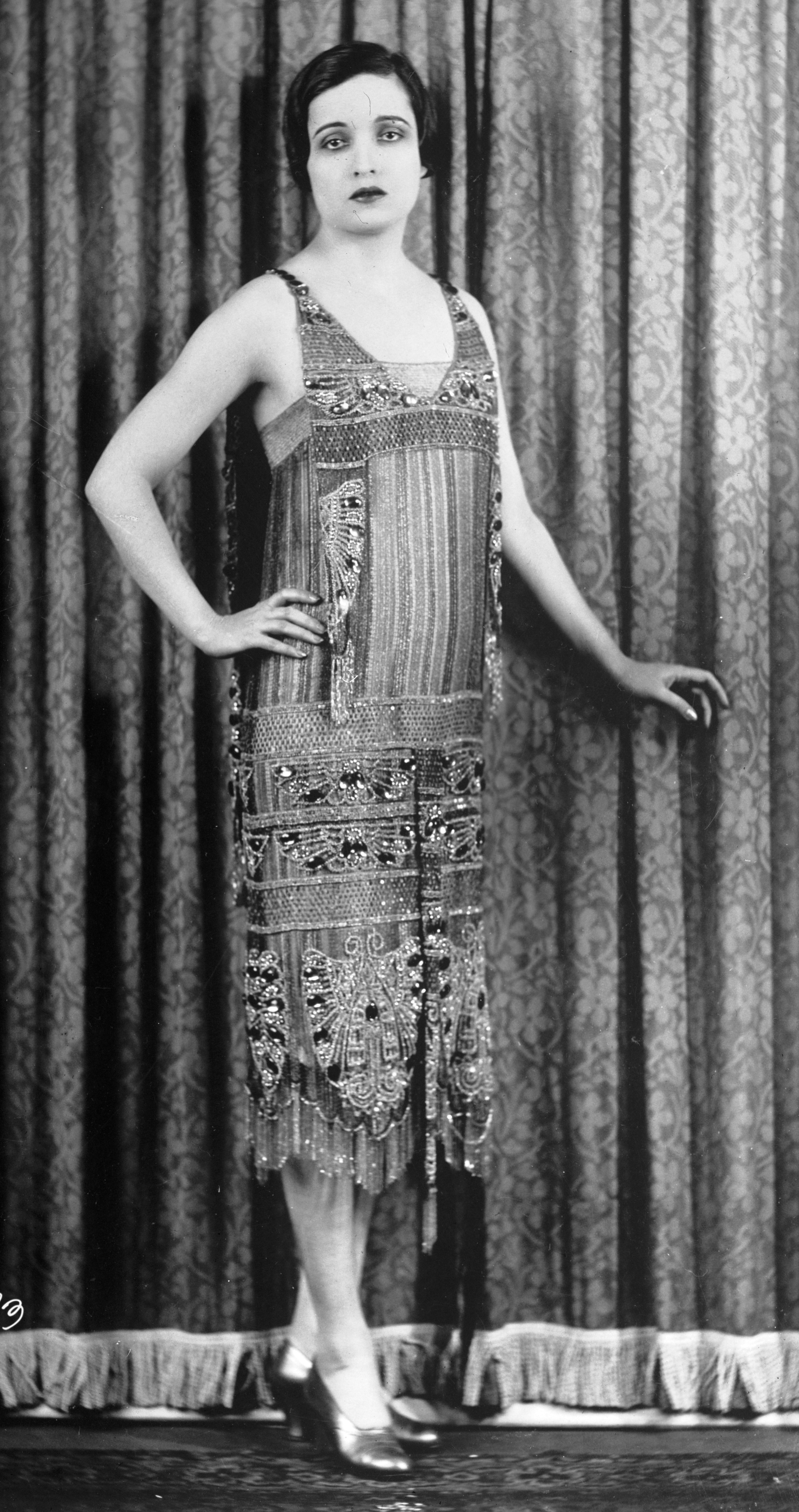
Американская актриса Элис Джойс, 1926 г.
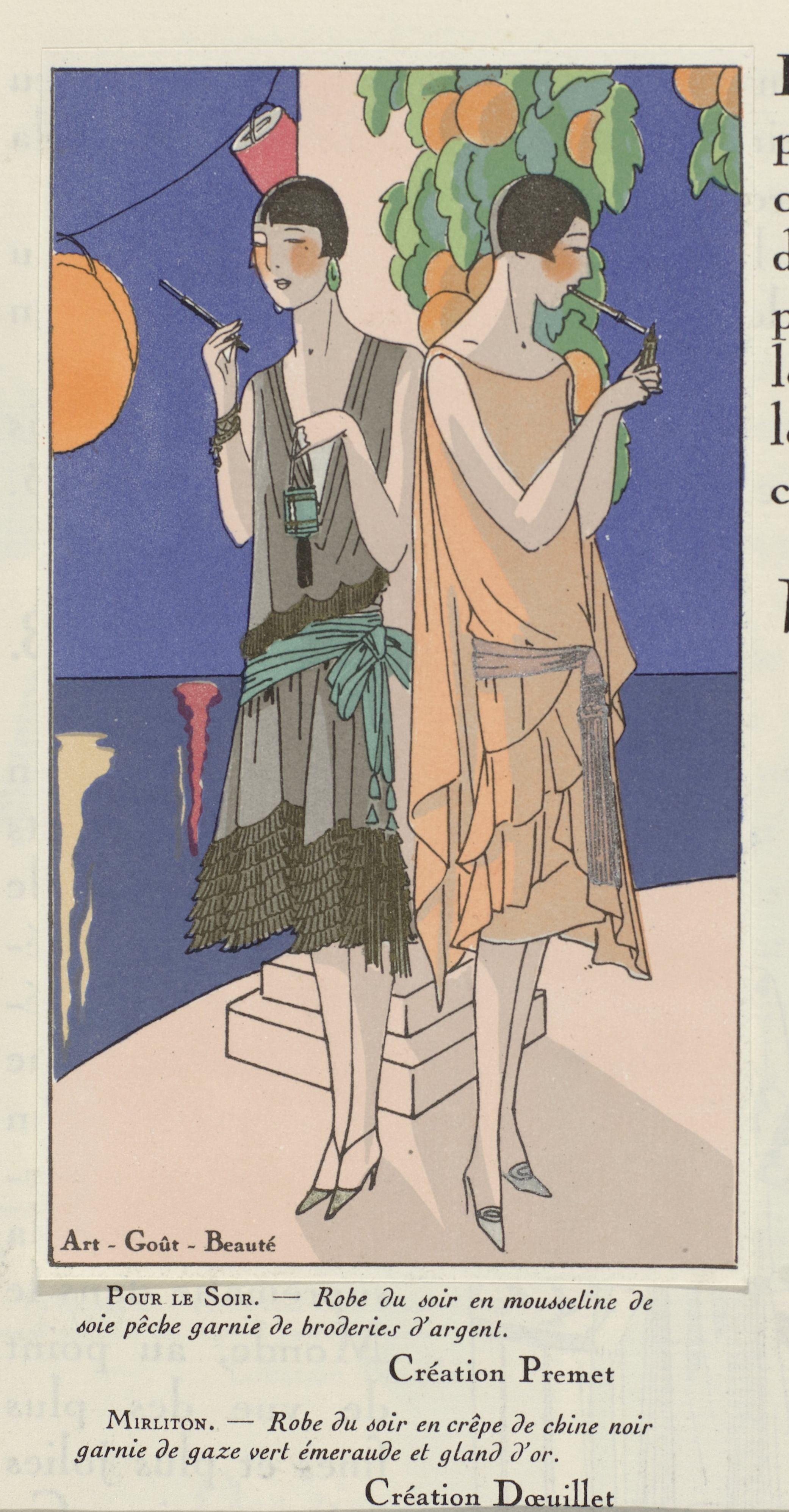
Фасоны вечерних платьев из журнала «Art, Goût, Beauté» 1926 г.
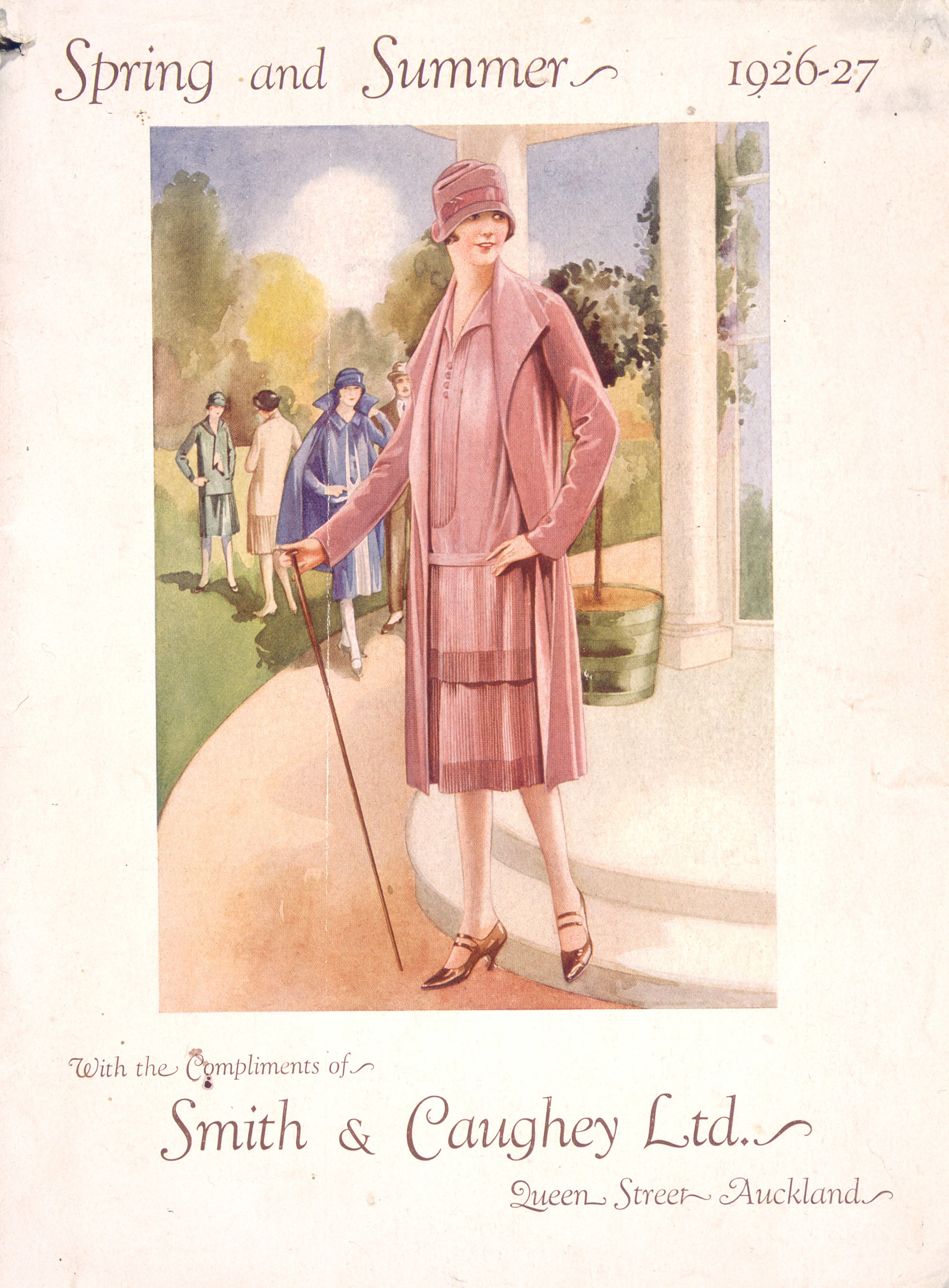
Обложка каталога новозеландского универмага «Smith & Caughey’s», весна-лето 1926 г.
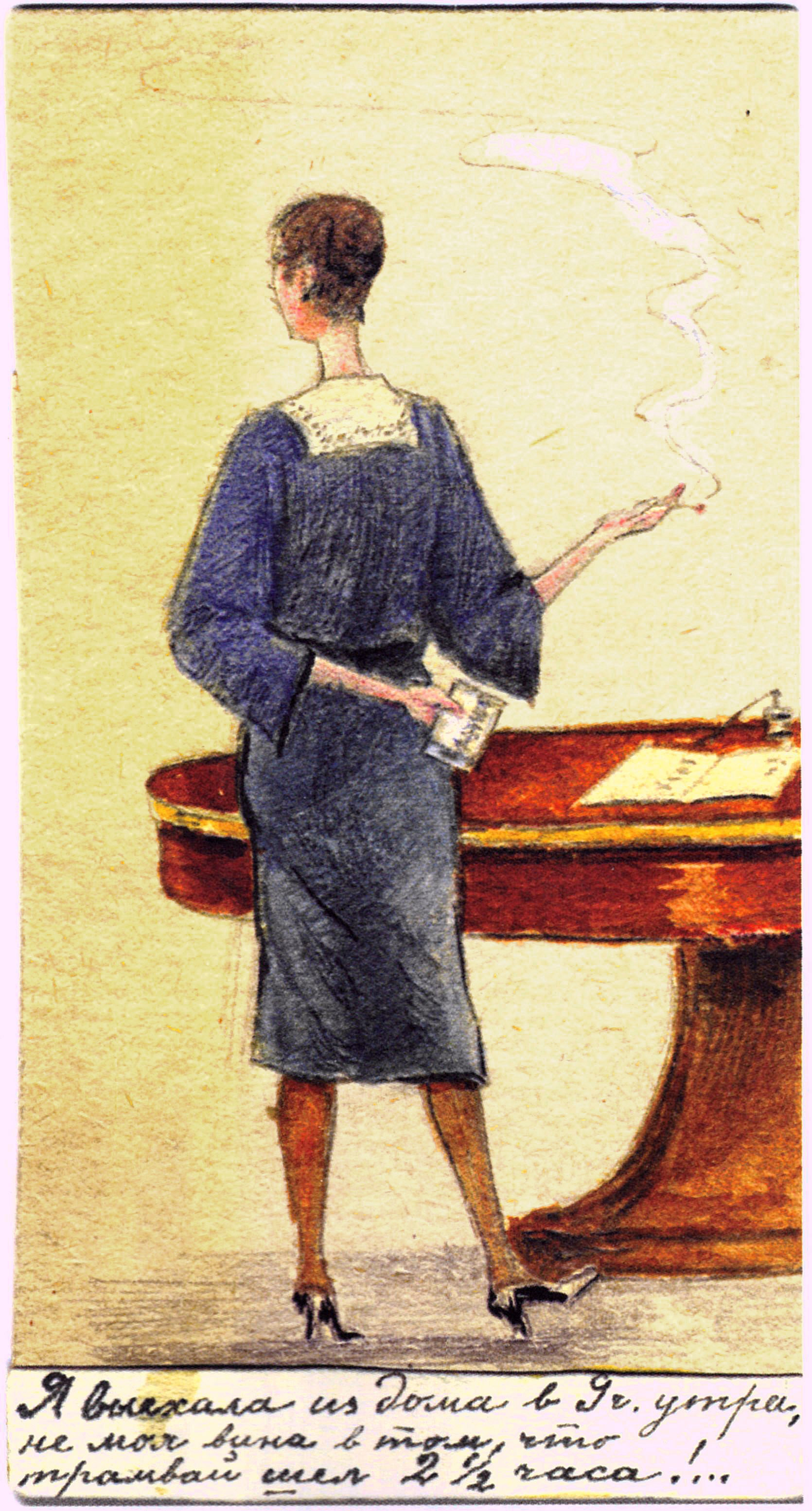
Открытка с шаржем Эрнеста Лисснера на Антонину Щёкотову, 1927
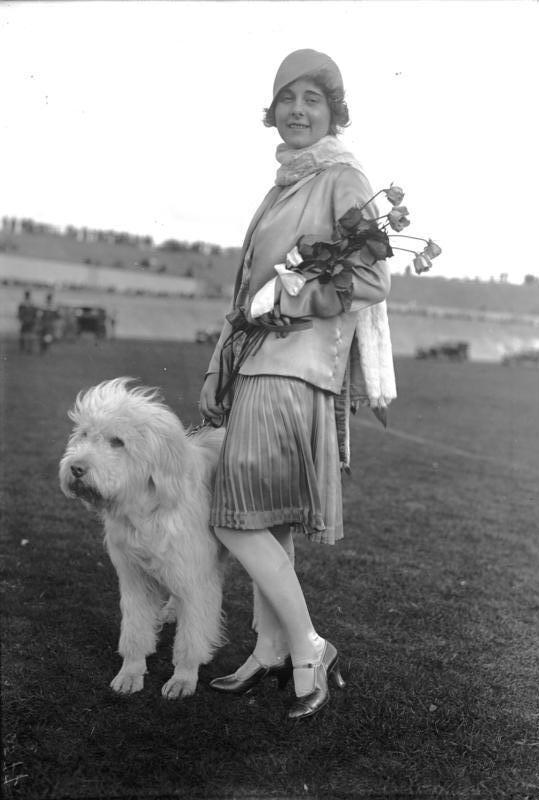
Немецкая актриса Силли Файндт с собакой, 1928 г. Из собрания Бундесархива
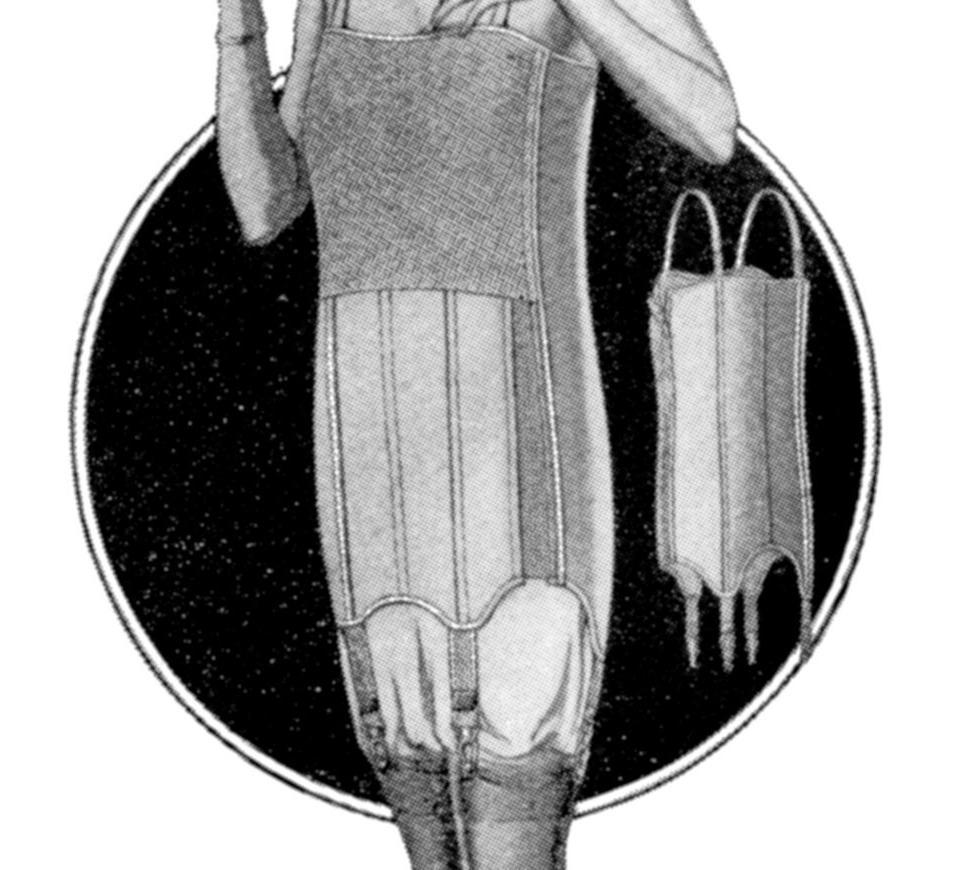
Корсет-комбинация производства en:Spirella, реклама 1928 г.
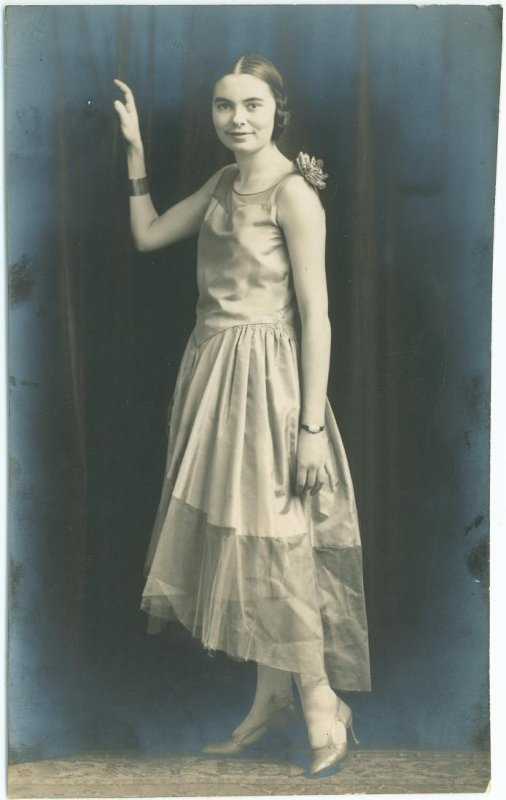
Марина Скрябина, дочь композитора Александра Скрябина в вечернем платье, 1929 г.

#### Одежда для плавания

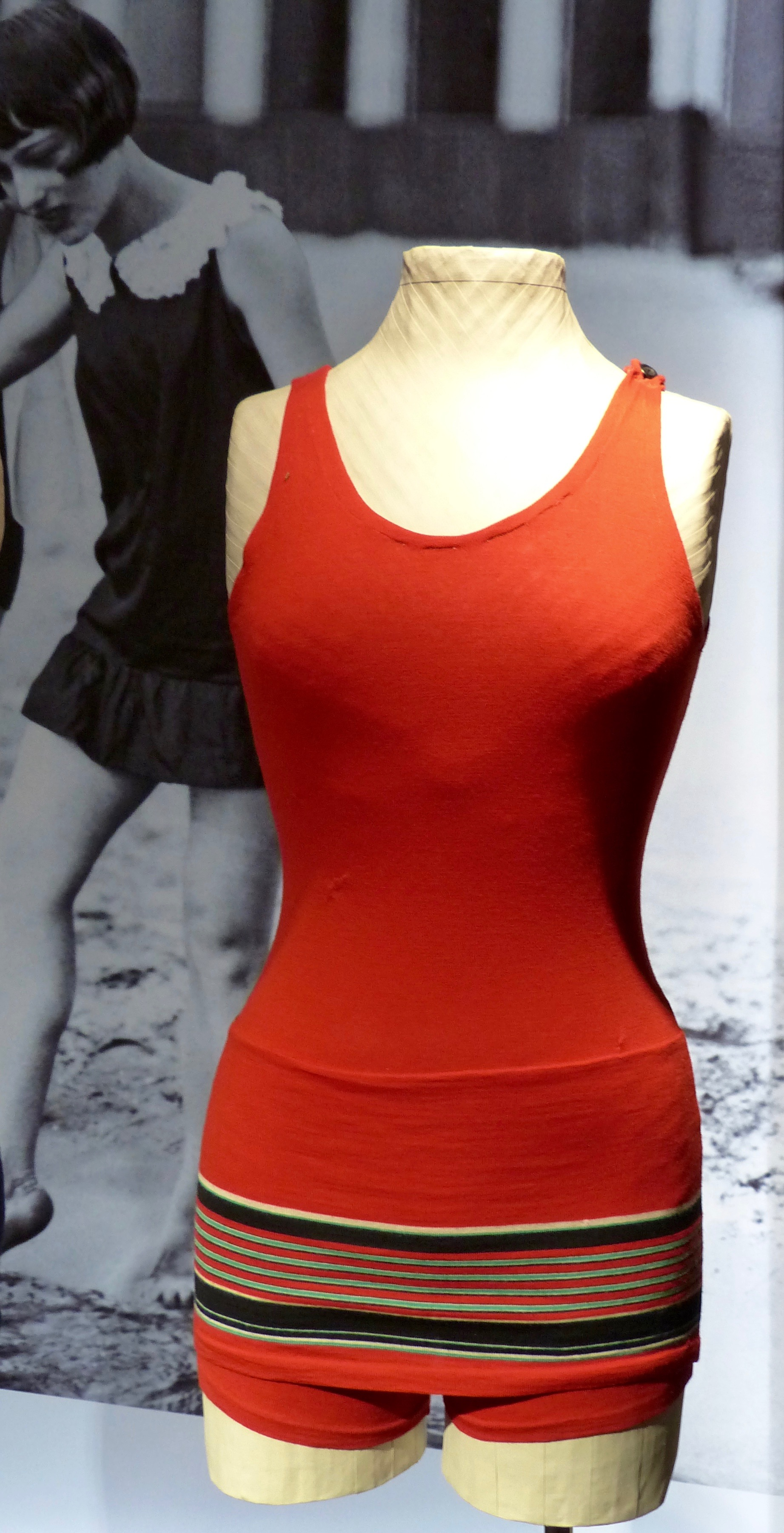
Женский купальник, экспонат выставки «Macht der Mode» в кромфордском музее текстиля (2016 г.)
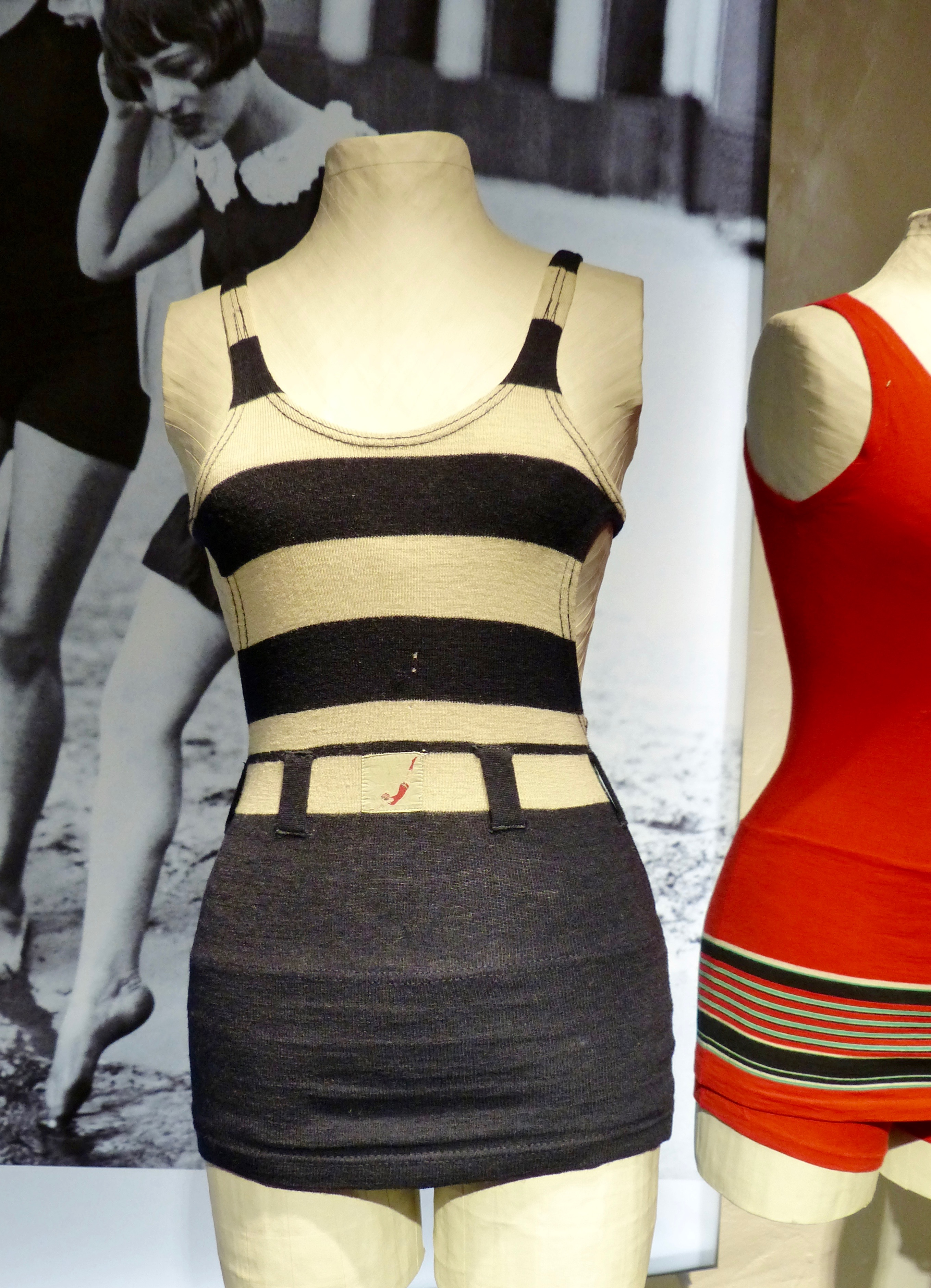
Женский раздельный купальник, та же выставка
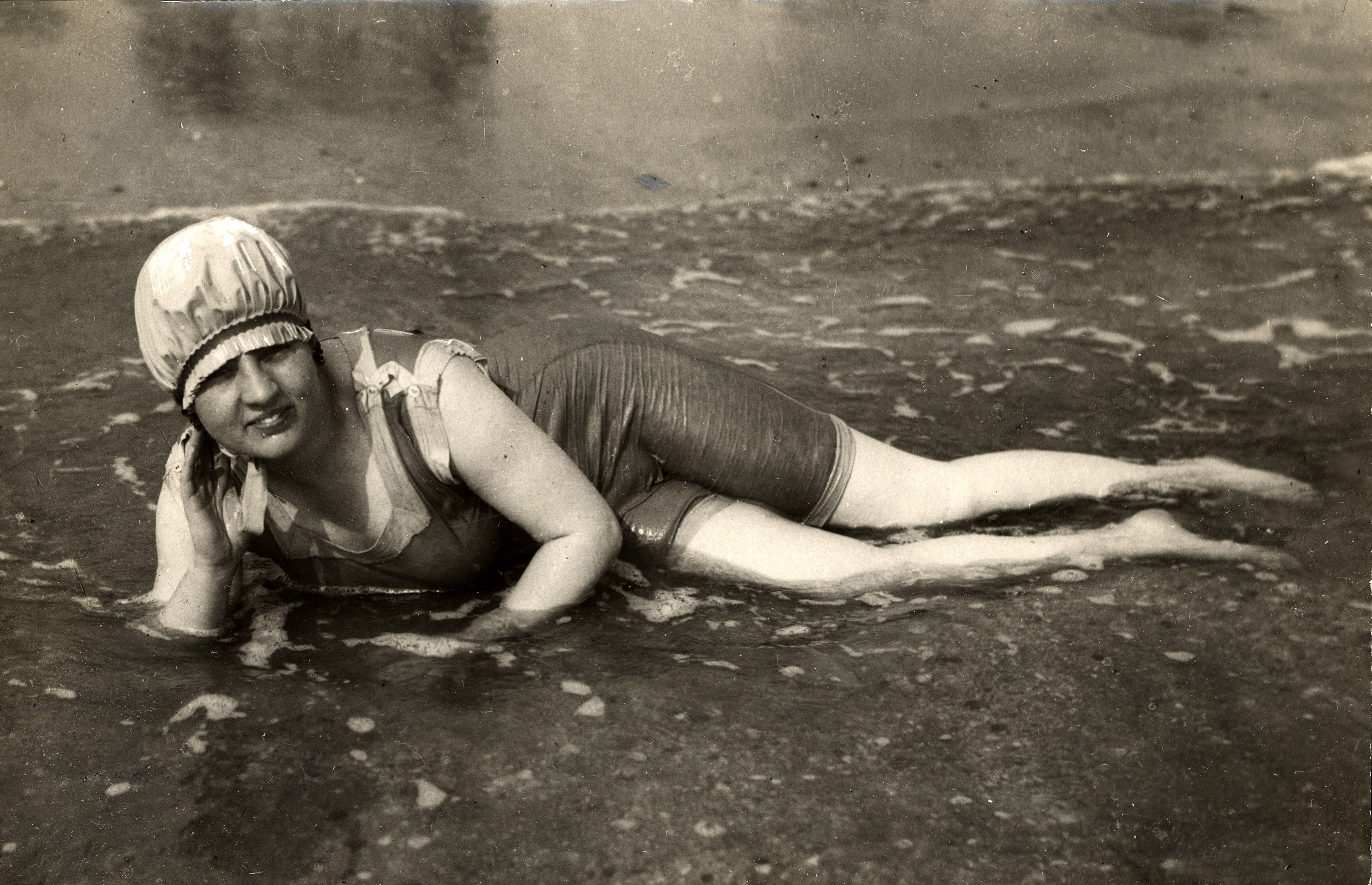
Пляжница, фотография из нидерландского журнала «Het Leven», 1921 г.
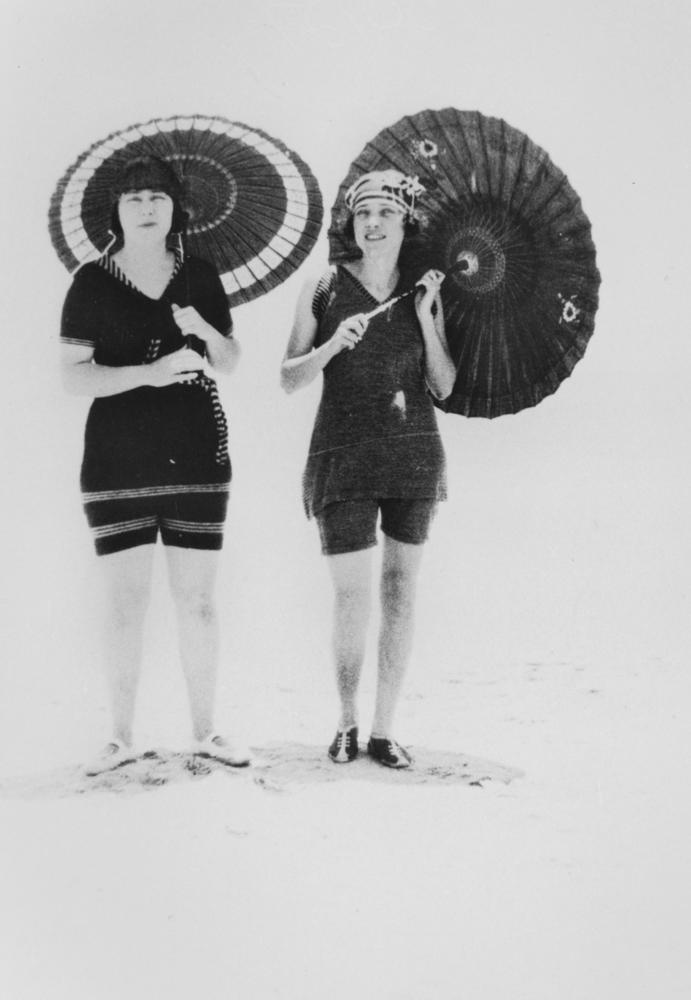
Пляжницы с зонтами, ок. 1925 г., Австралия

### Детская одежда

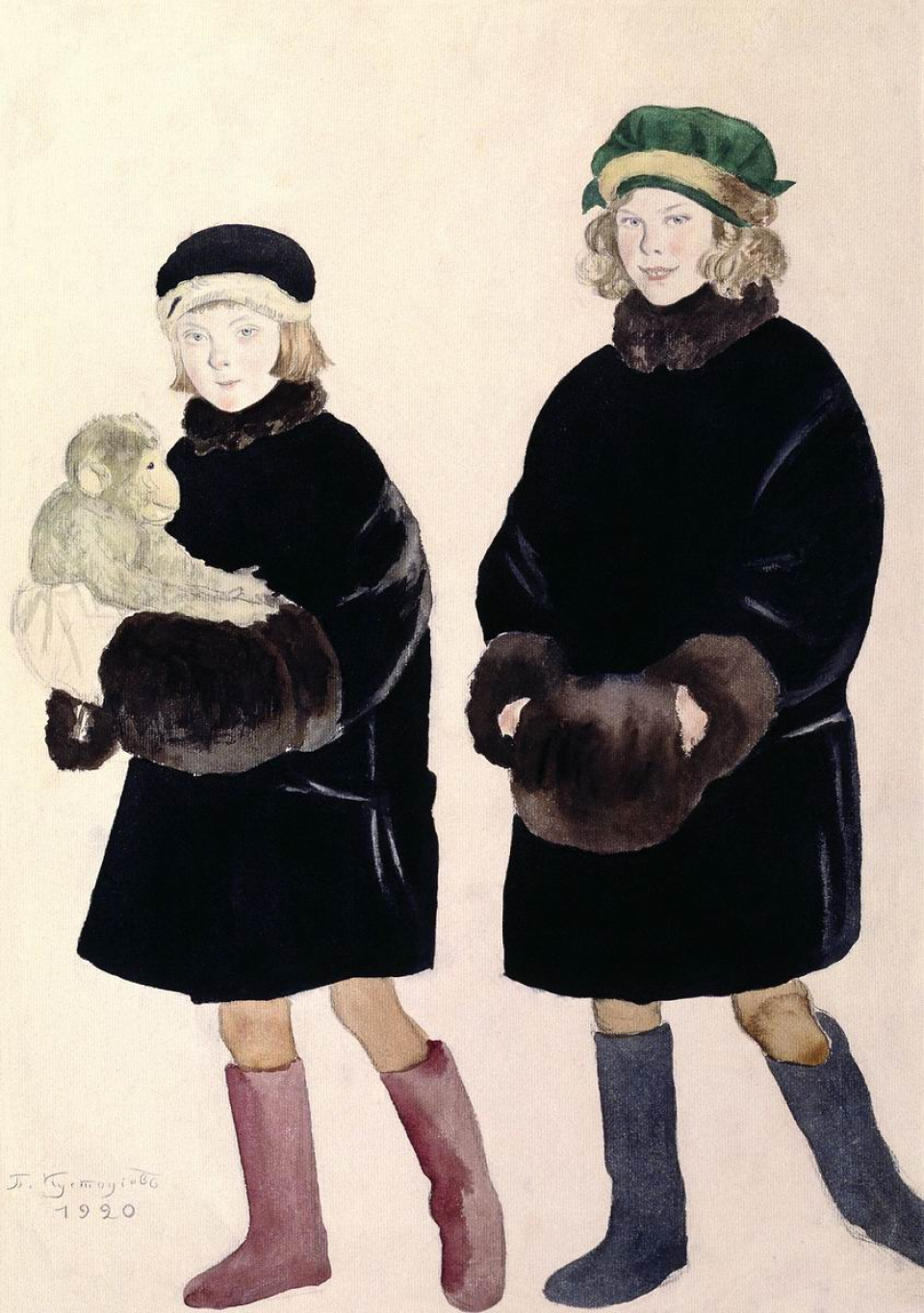
Марфа и Марина Шаляпины, рисунок Бориса Кустодиева, 1920 г.
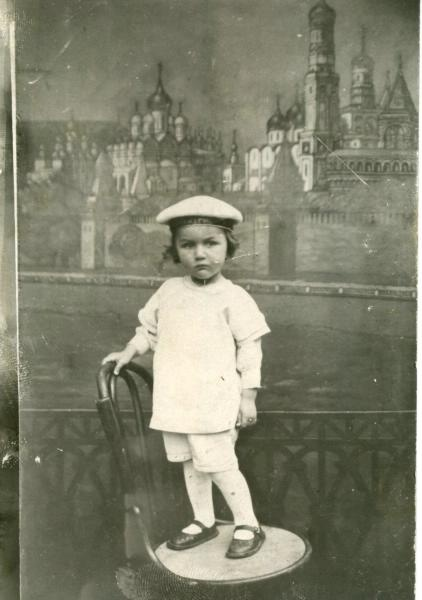
Олег Жагар в матроске, 25 мая 1924
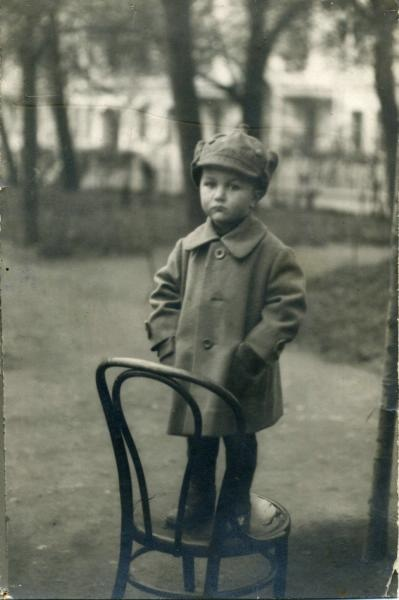
Он же, 21 октября 1924
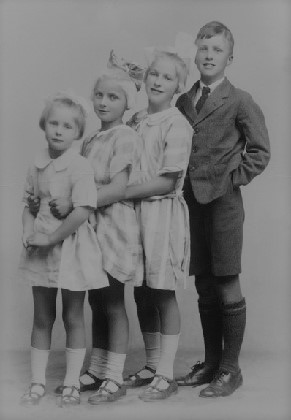
Роальд Даль, будущий английский писатель, в 10-летнем возрасте со своими сёстрами, 1927 год
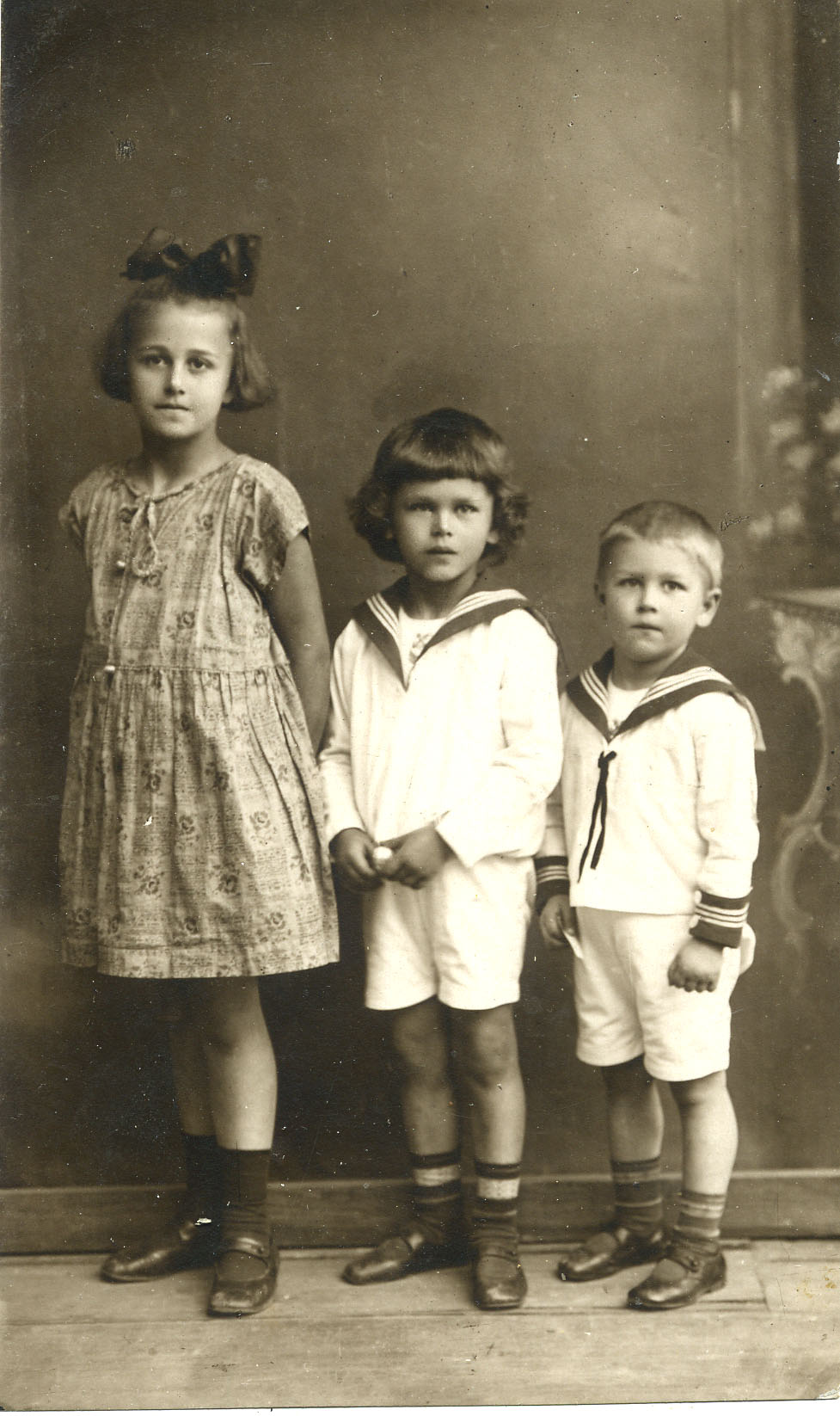
Дети Николая Краузе: Катя, Серёжа и Коля, до 1929 года, Саратов